# Населення Одеської області

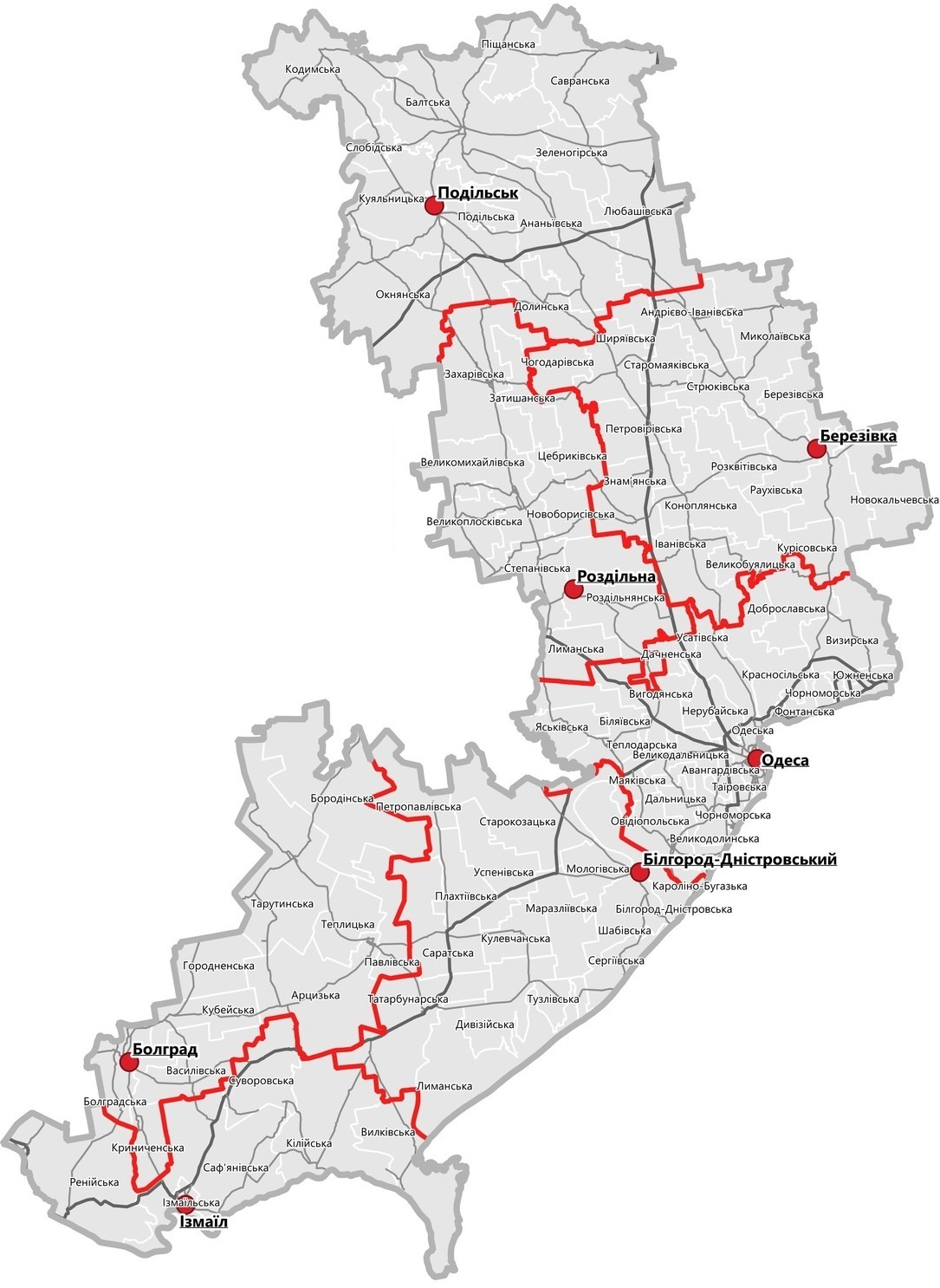
Мапа районів та громад області (2020)

Станом на 1 січня 2022 року населення Одеської області нараховувало 2 350 571 осіб, що становить 5,69% населення України. За 2021 рік чисельність населення скоротилась на 16 715 осіб (-7,06 на 1000).
Протягом 2021 року на території області народилося 19 280 немовлят, померло 42 422 осіб. Природне скорочення населення становило 23 142 осіб, що на 38,41% більше, ніж за 2020 рік (-14 254 осіб). Міграційний приріст за цей період склав 6427 осіб (+2,73 на 1000), що на 20,16% більше, ніж за 2020 рік (+5131).
Найбільше зростання кількості населення за рахунок міграційного руху протягом 2021 року спостерігалось у Одеському районі (+10125) та місті Одеса (+5833).

## Історія формування населення регіону

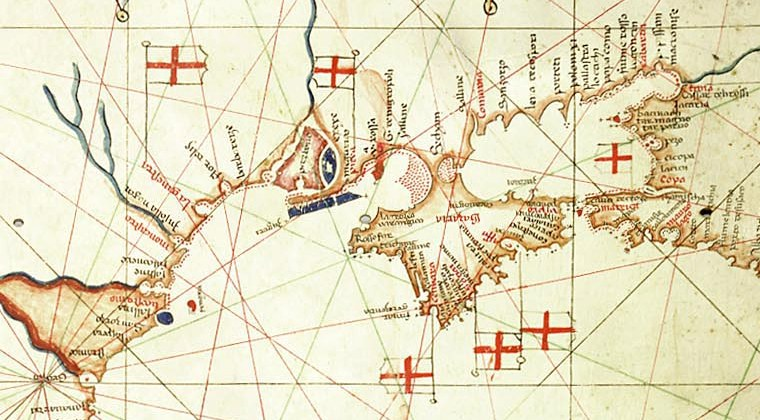
Північне Причорномор'я на (1489)

Заселення території регіону відбувалось ще у первісні часи. У VI—II століттях до н. е. територію Одещини населяли іраномовні племена скіфів-хліборобів, які мігрували сюди із сходу. Свої поселення на узбережжі засновували грецькі колоністи, які прибували сюди у VI столітті. Вони заснували такі відомі міста як Тіра, Ніконій. Згодом, у I—III століттях, територію північно-західного Причорномор'я завоювали римляни, на зміну яким прийшли готи, а в кінці IV століття зі сходу прийшли гуни.
У VIII столітті в межиріччі Дністра і Дунаю осіли албано-болгарські племена. Селилися тут і слов'янські племена антів, які розселились від Кодими, Балти і Саврані — до Арциза, Рені і Кілії. Полянський князь Кий після повернення із Константинополя, де він провадив переговори з імператором Юстиніаном І, зупинився зі своїми дружинниками на Дунаї:
| възлюби место, и сруби градокъ малъ и хотяше състи с родом своим... еже и доныне наречють дунайци городище Киевецъ[4] |
Посадники-управителі, за наказом Київського князя Володимира Мономаха, були «посаджені по дунайських містах» вже у XII столітті. За правління Ярослава Осмомисла сюди сягали кордони Галицького князівства. Навала монголів у XIII столітті перетворила Причорномор'я у безлюдний степ, який носив назву Дике Поле. Довгий час цими територіями кочували Єдисанська і Буджацька орди ногайців, поки у 1774 році, за умовами Кайнарджійського мирного договору, землі, визволені від турків та ординців російською армією, було включено до складу Російської імперії. Вже у 1812 році до складу Російської імперії увійшли ще й Буджацькі степи Задністров'я.

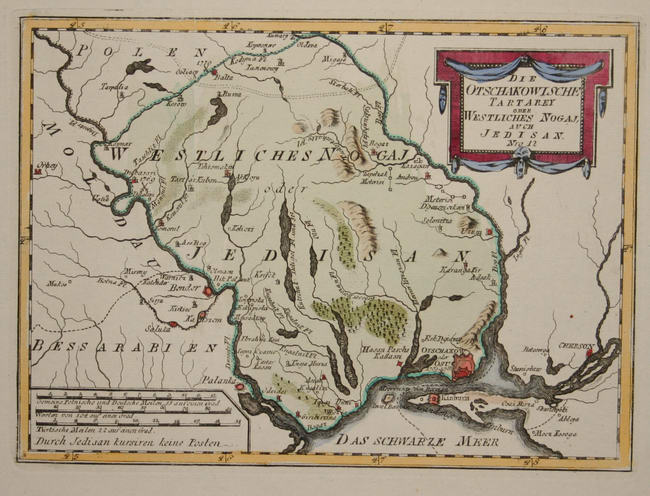
Північ Одещини (1791)

Нові території були швидко заселені росіянами, українцями, молдованами, греками та іншими народами, а на узбережжі, на місці старих османських фортець, були засновані нові міста. Міграція сюди стимулювалась звільненням від військової повинності, сплати податків на деякий час тощо
Після селянської реформи 1861 року та ряду інших реформ (судової, військової і міської), розпочався стрімкий розвиток капіталістичних відносин, ріст портових міст і кількості населення загалом. Важливу роль відіграло прокладення залізниць, зокрема, однієї з перших в Україні Одеса — Балта (1865 рік).
Період Першої світової війни, громадянської війни спричинив значне скорочення населення, адже тут проходили активні бойові дії. Північна частина сучасної області також сильно постраждала під час Голодомору 1932–1933, втративши близько 15% населення.
27 лютого 1932 року, у складі Української РСР, була утворена Одеська область, а коли 15 лютого 1954 року у склад області була включена територія Ізмаїльської області, область була сформована остаточно.

## Чисельність населення

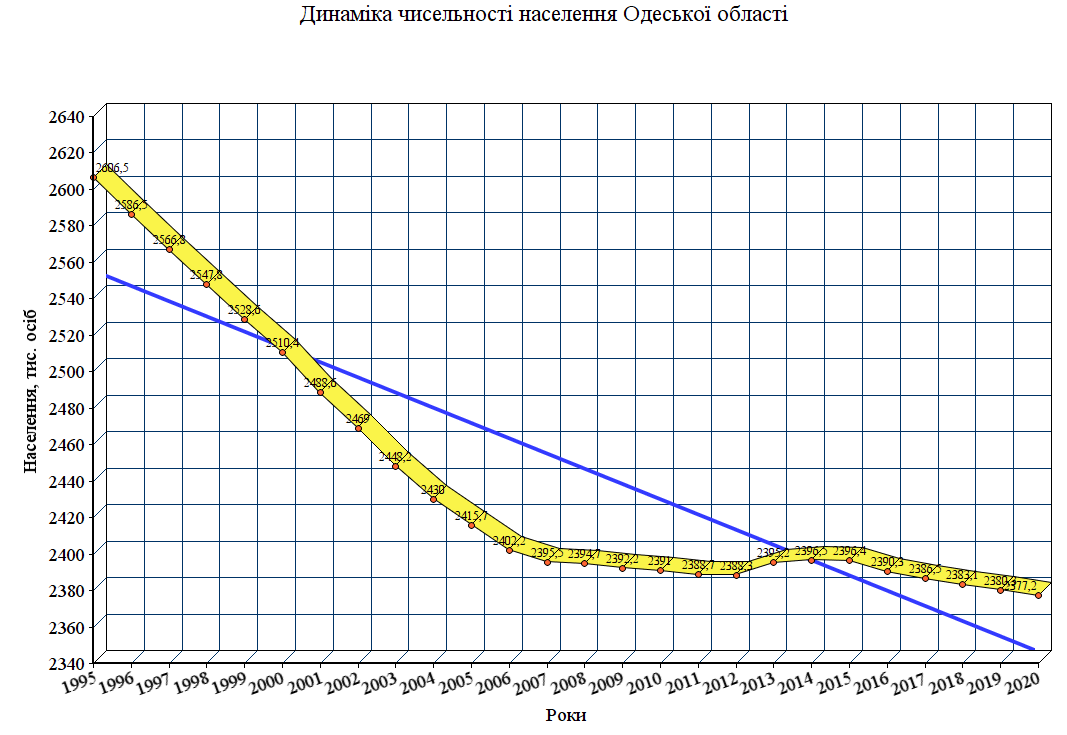
Динаміка чисельності населення Одеської області та загальний тренд

Історична динаміка чисельності населення області (у сучасних кордонах) на початок року
| Рік  | Населення | Місце серед регіонів |
| ---- | --------- | -------------------- |
| 1939 | 2 079 000 | 6                    |
| 1959 | 2 027 807 | 7                    |
| 1970 | 2 389 006 | 6                    |
| 1979 | 2 543 948 | 6                    |
| 1989 | 2 642 601 | 6                    |
| 2001 | 2 469 057 | 7                    |
| 2014 | 2 396 493 | 6                    |
| 2020 | 2 377 230 | 6                    |
| 2021 | 2 368 107 | 6                    |

23 січня 2020 року міністр Кабінету міністрів Дмитро Дубілет оприлюднив оцінку чисельності населення України на 1 грудня 2019 року, отриману за комбінованим методом. Згідно з отриманими даними в Одеській області наявне населення становило 2347,9 тис. осіб (1104,8 тис. чоловіків і 1243,1 тис. жінок).

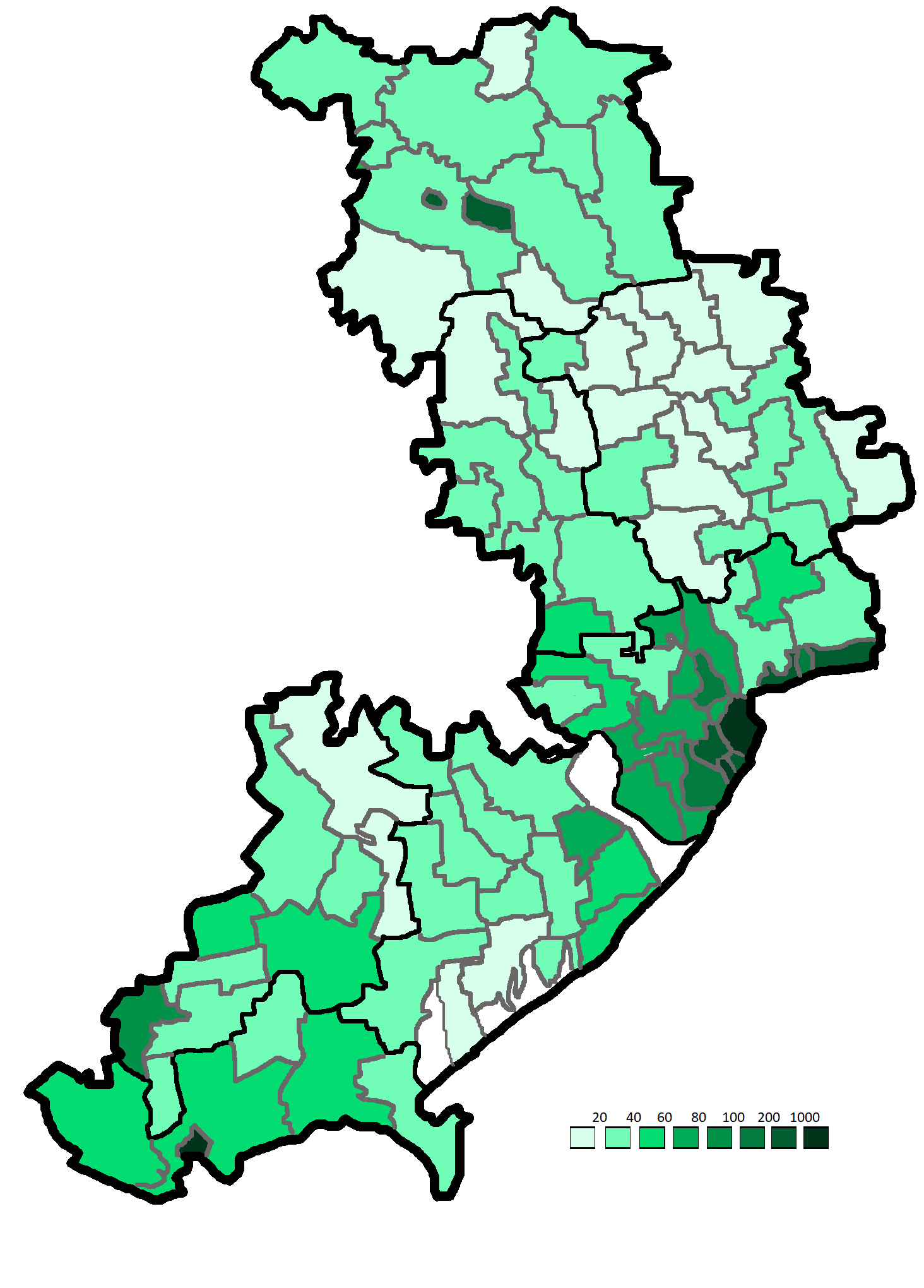
Щільність населення громад Одеської області (2020)

| Рік  | Обидві статі | жінки     | чоловіки  |
| ---- | ------------ | --------- | --------- |
| 1989 | 2 624 245    | 1 221 335 | 1 402 910 |
| 1990 | 2 619 469    | 1 220 589 | 1 398 880 |
| 1991 | 2 616 214    | 1 220 543 | 1 395 671 |
| 1992 | 2 615 430    | 1 221 395 | 1 394 035 |
| 1993 | 2 620 065    | 1 224 509 | 1 395 556 |
| 1994 | 2 608 239    | 1 219 599 | 1 388 640 |
| 1995 | 2 586 889    | 1 210 529 | 1 376 360 |
| 1996 | 2 566 637    | 1 200 981 | 1 365 656 |
| 1997 | 2 546 737    | 1 191 671 | 1 355 066 |
| 1998 | 2 527 723    | 1 182 798 | 1 344 925 |
| 1999 | 2 508 623    | 1 173 967 | 1 334 656 |
| 2000 | 2 490 690    | 1 165 620 | 1 325 070 |
| 2001 | 2 472 686    | 1 157 137 | 1 315 549 |
| 2002 | 2 455 666    | 1 148 820 | 1 306 846 |
| 2003 | 2 437 127    | 1 139 854 | 1 297 273 |
| 2004 | 2 418 973    | 1 130 462 | 1 288 511 |
| 2005 | 2 404 643    | 1 123 046 | 1 281 597 |
| 2006 | 2 391 180    | 1 115 849 | 1 275 331 |
| 2007 | 2 384 407    | 1 113 828 | 1 270 579 |
| 2008 | 2 383 668    | 1 115 397 | 1 268 271 |
| 2009 | 2 381 116    | 1 114 166 | 1 266 950 |
| 2010 | 2 379 962    | 1 113 819 | 1 266 143 |
| 2011 | 2 377 610    | 1 112 888 | 1 264 722 |
| 2012 | 2 377 237    | 1 113 168 | 1 264 069 |
| 2013 | 2 384 100    | 1 118 050 | 1 266 050 |
| 2014 | 2 385 433    | 1 119 721 | 1 265 712 |
| 2015 | 2 385 382    | 1 120 602 | 1 264 780 |
| 2016 | 2 379 229    | 1 118 090 | 1 261 139 |
| 2017 | 2 375 456    | 1 116 689 | 1 258 767 |
| 2018 | 2 372 015    | 1 115 925 | 1 256 090 |
| 2019 | 2 369 248    | 1 115 301 | 1 253 947 |
| 2020 | 2 366 170    | 1 114 759 | 1 251 411 |

| Регіон                        | Одеська область          | Одеська область          | Одеська область          | Одеська область          | Одеська область          | Одеська область          | Одеська область          | Одеська область          | Одеська область          | Одеська область          | Одеська область          | Одеська область          | Одеська область          |
| Рік                           | 1995                     | 2002                     | 2011                     | 2012                     | 2013                     | 2014                     | 2015                     | 2016                     | 2017                     | 2018                     | 2019                     | 2020                     | 2021                     |
| Населення — всього, осіб      | Населення — всього, осіб | Населення — всього, осіб | Населення — всього, осіб | Населення — всього, осіб | Населення — всього, осіб | Населення — всього, осіб | Населення — всього, осіб | Населення — всього, осіб | Населення — всього, осіб | Населення — всього, осіб | Населення — всього, осіб | Населення — всього, осіб | Населення — всього, осіб |
| ----------------------------- | ------------------------ | ------------------------ | ------------------------ | ------------------------ | ------------------------ | ------------------------ | ------------------------ | ------------------------ | ------------------------ | ------------------------ | ------------------------ | ------------------------ | ------------------------ |
| Міська та сільська місцевості | 2606500                  | 2469000                  | 2388670                  | 2388297                  | 2395160                  | 2396493                  | 2396442                  | 2390289                  | 2386516                  | 2383075                  | 2380308                  | 2377230                  | 2368107                  |
| міська місцевість             | 1716800                  | 1624600                  | 1594814                  | 1594978                  | 1602123                  | 1603792                  | 1603106                  | 1597346                  | 1595708                  | 1594905                  | 1595493                  | 1597062                  | 1591976                  |
| сільська місцевість           | 889700                   | 844400                   | 793856                   | 793319                   | 793037                   | 792701                   | 793336                   | 792943                   | 790808                   | 788170                   | 784815                   | 780168                   | 776131                   |
| Частка в населенні регіону, % |                          |                          |                          |                          |                          |                          |                          |                          |                          |                          |                          |                          |                          |
| міська місцевість             | 65,9                     | 65,8                     | 66,8                     | 66,8                     | 66,9                     | 66,9                     | 66,9                     | 66,8                     | 66,9                     | 66,9                     | 67,0                     | 67,2                     | 67,2                     |
| сільська місцевість           | 34,1                     | 34,2                     | 33,2                     | 33,2                     | 33,1                     | 33,1                     | 33,1                     | 33,2                     | 33,1                     | 33,1                     | 33,0                     | 32,8                     | 32,8                     |

### Міське населення
Станом на 1 січня 2021 року міське населення становило 1 млн. 591 тис. 976 осіб, що становить 67,23%. Його кількість, у порівнянні з даними 2001 року скоротилась на 2,01%. Найбільшими містами Одещини є Одеса, Ізмаїл та Чорноморськ.

### Сільське населення
Станом на 1 січня 2021 року сільське населення становило 776 тис. 131 особу, що становить 32,77%. Його кількість, у порівнянні з даними 2001 року скоротилась на 8,09%.

## Чисельність населення по адміністративно-територіальним одиницям
| Назва                                   | Наявне населення     | Наявне населення         | Постійне населення   | Постійне населення       |
| Назва                                   | на 1 січня 2021 року | середня ч-ть у 2020 році | на 1 січня 2021 року | середня ч-ть у 2020 році |
| --------------------------------------- | -------------------- | ------------------------ | -------------------- | ------------------------ |
| Одеська область                         | 2368107              | 2372669                  | 2357047              | 2361609                  |
| м. Одеса                                | 1015826              | 1016762                  | 998163               | 999099                   |
| м. Балта (міськрада)                    | 31088                | 31241                    | 30993                | 31146                    |
| м. Білгород-Дністровський (міськрада)   | 55472                | 55620                    | 54686                | 54834                    |
| м. Біляївка (міськрада)                 | 14101                | 14127                    | 14060                | 14086                    |
| м. Ізмаїл                               | 70731                | 71015                    | 71071                | 71355                    |
| м. Чорноморськ (Іллічівськ) (міськрада) | 71308                | 71520                    | 71166                | 71378                    |
| м. Подільськ                            | 39662                | 39842                    | 39679                | 39859                    |
| м. Теплодар                             | 10081                | 10113                    | 10289                | 10321                    |
| м. Южне                                 | 32745                | 32734                    | 32952                | 32941                    |

| Назва                  | Наявне населення     | Наявне населення      | Наявне населення | Постійне населення   | Постійне населення    | Постійне населення |
| Назва                  | на 1 січня 2021 року | на 1 грудня 2021 року | Скорочення, %    | на 1 січня 2021 року | на 1 грудня 2021 року | Скорочення, %      |
| Райони                 | Райони               | Райони                | Райони           | Райони               | Райони                | Райони             |
| ---------------------- | -------------------- | --------------------- | ---------------- | -------------------- | --------------------- | ------------------ |
| Одеський               | 1382541              | 1378380               | 0,30             | 1366080              | 1361919               | 0,30               |
| Березівський           | 106490               | 105147                | 1,26             | 107031               | 105688                | 1,25               |
| Білгород-Дністровський | 198572               | 196813                | 0,89             | 198028               | 196269                | 0,89               |
| Болградський           | 146424               | 144560                | 1,27             | 148001               | 146137                | 1,26               |
| Ізмаїльський           | 207333               | 205084                | 1,08             | 209834               | 207585                | 1,07               |
| Подільський            | 224163               | 221108                | 1,36             | 225173               | 222118                | 1,36               |
| Роздільнянський        | 102584               | 101556                | 1,00             | 102900               | 101872                | 1,00               |

| Назва                  | Наявне населення     | Наявне населення         | Постійне населення   | Постійне населення       |
| Назва                  | на 1 січня 2021 року | середня ч-ть у 2020 році | на 1 січня 2021 року | середня ч-ть у 2020 році |
| ---------------------- | -------------------- | ------------------------ | -------------------- | ------------------------ |
| Ананьївський           | 24992                | 25192                    | 24919                | 25119                    |
| Арцизький              | 43226                | 43500                    | 43737                | 44011                    |
| Балтський              | 7953                 | 8059                     | 8002                 | 8108                     |
| Білгород-Дністровський | 58875                | 59112                    | 59005                | 59242                    |
| Біляївський            | 80909                | 81040                    | 81732                | 81863                    |
| Березівський           | 32473                | 32617                    | 32398                | 32542                    |
| Болградський           | 66070                | 66368                    | 67099                | 67397                    |
| Великомихайлівський    | 29860                | 30013                    | 29892                | 30045                    |
| Захарівський           | 19726                | 19775                    | 19830                | 19879                    |
| Іванівський            | 25450                | 25596                    | 25938                | 26084                    |
| Ізмаїльський           | 50200                | 50384                    | 50378                | 50562                    |
| Кілійський             | 49858                | 50122                    | 51044                | 51308                    |
| Кодимський             | 27943                | 28113                    | 28224                | 28394                    |
| Лиманський             | 73417                | 73011                    | 73487                | 73081                    |
| Любашівський           | 28932                | 29093                    | 29040                | 29201                    |
| Овідіопольський        | 89653                | 88602                    | 89709                | 88658                    |
| Окнянський             | 19430                | 19518                    | 19454                | 19542                    |
| Миколаївський          | 15190                | 15295                    | 15206                | 15311                    |
| Подільський            | 25179                | 25352                    | 25558                | 25731                    |
| Роздільнянський        | 56818                | 57014                    | 57053                | 57249                    |
| Ренійський             | 35637                | 35877                    | 36434                | 36674                    |
| Савранський            | 17959                | 18063                    | 18274                | 18378                    |
| Саратський             | 43857                | 44014                    | 43798                | 43955                    |
| Тарутинський           | 39620                | 39837                    | 39661                | 39878                    |
| Татарбунарський        | 37795                | 37930                    | 37965                | 38100                    |
| Ширяївський            | 26071                | 26198                    | 26151                | 26278                    |

## Природний рух населення
| коефіцієнт (на 1000 осіб) | 1950 | 1960 | 1970 | 1989 | 1990 | 1991 | 1992 | 1993 | 1994 | 1995 | 1996 | 1997 | 1998 | 1999 | 2000 | 2001 | 2002 | 2003 | 2004 | 2005 | 2006 | 2007 | 2008 | 2009 | 2010 |
| ------------------------- | ---- | ---- | ---- | ---- | ---- | ---- | ---- | ---- | ---- | ---- | ---- | ---- | ---- | ---- | ---- | ---- | ---- | ---- | ---- | ---- | ---- | ---- | ---- | ---- | ---- |
| народжуваності            | 24,1 | 19,2 | 14,8 | 13,3 | 12,6 | 12,2 | 11,4 | 10,7 | 10,0 | 9,6  | 9,2  | 8,8  | 8,4  | 7,9  | 8,0  | 8,2  | 8,6  | 9,2  | 9,6  | 9,9  | 10,5 | 11,2 | 12,0 | 12,1 | 12,0 |
| смертності                | 8,1  | 7,1  | 9,3  | 11,9 | 12,4 | 13,4 | 13,3 | 13,9 | 14,7 | 15,7 | 15,3 | 14,6 | 14,2 | 14,3 | 15,2 | 15,2 | 15,8 | 16,2 | 16,0 | 16,6 | 16,3 | 16,2 | 15,9 | 15,0 | 15,1 |
| природного приросту       | 16,0 | 12,1 | 5,5  | 1,4  | 0,2  | -1,2 | -1,9 | -3,2 | -4,7 | -6,1 | -6,1 | -5,8 | -5,8 | -6,4 | -7,2 | -7,0 | -7,2 | -7,0 | -6,4 | -6,7 | -5,8 | -5,0 | -3,9 | -2,9 | -3,1 |
| коефіцієнт (на 1000 осіб) | 2011 | 2012 | 2013 | 2014 | 2015 | 2016 | 2017 | 2018 | 2019 | 2020 |      |      |      |      |      |      |      |      |      |      |      |      |      |      |      |
| народжуваності            | 12,2 | 12,7 | 12,1 | 12,3 | 11,5 | 11,1 | 10,6 | 9,7  | 8,8  | 8,7  |      |      |      |      |      |      |      |      |      |      |      |      |      |      |      |
| смертності                | 14,1 | 14,1 | 14,0 | 14,3 | 14,4 | 14,1 | 14,0 | 14,1 | 13,9 | 14,7 |      |      |      |      |      |      |      |      |      |      |      |      |      |      |      |
| природного приросту       | -1,9 | -1,4 | -1,9 | -2,0 | -2,9 | -3,0 | -3,4 | -4,4 | -5,1 | -6,0 |      |      |      |      |      |      |      |      |      |      |      |      |      |      |      |

| Регіон                          | Одеська область | Одеська область | Одеська область | Одеська область | Одеська область | Одеська область | Одеська область | Одеська область | Одеська область | Одеська область | Одеська область |
| Рік                             | 2010            | 2011            | 2012            | 2013            | 2014            | 2015            | 2016            | 2017            | 2018            | 2019            | 2020            |
| Всього осіб                     | Всього осіб     | Всього осіб     | Всього осіб     | Всього осіб     | Всього осіб     | Всього осіб     | Всього осіб     | Всього осіб     | Всього осіб     | Всього осіб     | Всього осіб     |
| ------------------------------- | --------------- | --------------- | --------------- | --------------- | --------------- | --------------- | --------------- | --------------- | --------------- | --------------- | --------------- |
| Міська та сільська місцевості   | -7454           | -4463           | -3264           | -4448           | -4690           | -7139           | -7153           | -8166           | -10463          | -12153          | -14254          |
| міська місцевість               | -4652           | -3126           | -2054           | -3006           | -3480           | -4584           | -4746           | -5596           | -6936           | -7992           | -9848           |
| сільська місцевість             | -2802           | -1337           | -1210           | -1442           | -1210           | -2555           | -2407           | -2570           | -3527           | -4161           | -4406           |
| на 1000 осіб наявного населення |                 |                 |                 |                 |                 |                 |                 |                 |                 |                 |                 |
| Міська та сільська місцевості   | -3,1            | -1,9            | -1,4            | -1,9            | -2,0            | -2,9            | -3,0            | -3,4            | -4,4            | -5,1            | -6,0            |
| міська місцевість               | -2,9            | -2,0            | -1,3            | -1,8            | -2,1            | -2,9            | -2,9            | -3,5            | -4,3            | -5,0            | -6,2            |
| сільська місцевість             | -3,5            | -1,7            | -1,5            | -1,8            | -1,5            | -3,3            | -3,0            | -3,2            | -4,5            | -5,3            | -5,6            |

### Народжуваність
| Регіон                          | Одеська область          | Одеська область          | Одеська область          | Одеська область          | Одеська область          | Одеська область          | Одеська область          | Одеська область          | Одеська область          | Одеська область          | Одеська область |
| Рік                             | 2010                     | 2011                     | 2012                     | 2013                     | 2014                     | 2015                     | 2016                     | 2017                     | 2018                     | 2019                     | 2020            |
| Кількість живонароджених        | Кількість живонароджених | Кількість живонароджених | Кількість живонароджених | Кількість живонароджених | Кількість живонароджених | Кількість живонароджених | Кількість живонароджених | Кількість живонароджених | Кількість живонароджених | Кількість живонароджених |                 |
| ------------------------------- | ------------------------ | ------------------------ | ------------------------ | ------------------------ | ------------------------ | ------------------------ | ------------------------ | ------------------------ | ------------------------ | ------------------------ | --------------- |
| Міська та сільська місцевості   | 28690                    | 29225                    | 30384                    | 29075                    | 29465                    | 27416                    | 26417                    | 25195                    | 23144                    | 20938                    | 20555           |
| міська місцевість               | 17033                    | 17251                    | 18076                    | 17405                    | 17559                    | 16828                    | 16383                    | 15750                    | 14466                    | 13203                    | 12794           |
| сільська місцевість             | 11657                    | 11974                    | 12308                    | 11670                    | 11906                    | 10588                    | 10034                    | 9445                     | 8678                     | 7735                     | 7761            |
| на 1000 осіб наявного населення |                          |                          |                          |                          |                          |                          |                          |                          |                          |                          |                 |
| Міська та сільська місцевості   | 12,0                     | 12,2                     | 12,7                     | 12,1                     | 12,3                     | 11,5                     | 11,1                     | 10,6                     | 9,7                      | 8,8                      | 8,7             |
| міська місцевість               | 10,7                     | 10,8                     | 11,3                     | 10,9                     | 11,0                     | 10,5                     | 10,3                     | 9,9                      | 9,1                      | 8,3                      | 8,0             |
| сільська місцевість             | 14,7                     | 15,1                     | 15,5                     | 14,7                     | 15,0                     | 13,3                     | 12,7                     | 12,0                     | 11,0                     | 9,9                      | 10,0            |

| Регіон     | Одеська область | Одеська область | Одеська область | Одеська область | Одеська область | Одеська область | Одеська область | Одеська область | Одеська область | Одеська область | Одеська область | Одеська область | Одеська область | Одеська область | Одеська область | Одеська область | Одеська область | Одеська область | Одеська область | Одеська область |
| Рік        | 2000            | 2001            | 2001/02         | 2002/03         | 2003/04         | 2004/05         | 2005/06         | 2006/07         | 2007/08         | 2008/09         | 2009/10         | 2011            | 2012            | 2013            | 2014            | 2015            | 2016            | 2017            | 2018            | 2019            |
| ---------- | --------------- | --------------- | --------------- | --------------- | --------------- | --------------- | --------------- | --------------- | --------------- | --------------- | --------------- | --------------- | --------------- | --------------- | --------------- | --------------- | --------------- | --------------- | --------------- | --------------- |
| На 1 жінку | 1,108           | 1,124           | 1,149           | 1,209           | 1,265           | 1,305           | 1,350           | 1,422           | 1,519           | 1,581           | 1,582           | 1,616           | 1,712           | 1,652           | 1,697           | 1,615           | 1,592           | 1,543           | 1,446           | 1,328           |

| Рік                        | 1989  | 1990  | 1991  | 1992  | 1993  | 1994  | 1995  | 1996  | 1997  | 1998  | 1999  | 2000  | 2001  | 2002  | 2003  | 2004  | 2005  | 2006  | 2007  | 2008  | 2009  | 2010  |
| -------------------------- | ----- | ----- | ----- | ----- | ----- | ----- | ----- | ----- | ----- | ----- | ----- | ----- | ----- | ----- | ----- | ----- | ----- | ----- | ----- | ----- | ----- | ----- |
| Обидві статі, осіб         | 35014 | 33166 | 32119 | 30155 | 28185 | 26197 | 24993 | 23666 | 22491 | 21273 | 19969 | 20042 | 20423 | 21227 | 22326 | 23343 | 23915 | 25113 | 26759 | 28780 | 28986 | 28690 |
| чоловіки, осіб             | 18082 | 17088 | 16495 | 15344 | 14416 | 13362 | 12793 | 12220 | 11557 | 10751 | 10242 | 10217 | 10479 | 11030 | 11410 | 11836 | 12432 | 12882 | 13856 | 14876 | 15056 | 14600 |
| жінки, осіб                | 16932 | 16078 | 15624 | 14811 | 13769 | 12835 | 12200 | 11446 | 10934 | 10522 | 9727  | 9825  | 9944  | 10197 | 10916 | 11507 | 11483 | 12231 | 12903 | 13904 | 13930 | 14090 |
| Обидві статі, на 1000 осіб | 13,3  | 12,6  | 12,2  | 11,4  | 10,7  | 10,0  | 9,6   | 9,2   | 8,8   | 8,4   | 7,9   | 8,0   | 8,2   | 8,6   | 9,2   | 9,6   | 9,9   | 10,5  | 11,2  | 12,0  | 12,1  | 12,0  |
| Рік                        | 2011  | 2012  | 2013  | 2014  | 2015  | 2016  | 2017  | 2018  | 2019  | 2020  |       |       |       |       |       |       |       |       |       |       |       |       |
| Обидві статі, осіб         | 29225 | 30384 | 29075 | 29465 | 27416 | 26417 | 25195 | 23144 | 20938 | 20555 |       |       |       |       |       |       |       |       |       |       |       |       |
| чоловіки, осіб             | 15173 | 15544 | 15164 | 15312 | 14208 | 13676 | 13078 | 12003 | 11012 | 10661 |       |       |       |       |       |       |       |       |       |       |       |       |
| жінки, осіб                | 14052 | 14840 | 13911 | 14153 | 13208 | 12741 | 12117 | 11141 | 9926  | 9894  |       |       |       |       |       |       |       |       |       |       |       |       |
| Обидві статі, на 1000 осіб | 12,2  | 12,7  | 12,1  | 12,3  | 11,5  | 11,1  | 10,6  | 9,7   | 8,8   | 8,7   |       |       |       |       |       |       |       |       |       |       |       |       |

### Смертність
| Регіон                          | Одеська область | Одеська область | Одеська область | Одеська область | Одеська область | Одеська область | Одеська область | Одеська область | Одеська область | Одеська область | Одеська область |
| Рік                             | 2010            | 2011            | 2012            | 2013            | 2014            | 2015            | 2016            | 2017            | 2018            | 2019            | 2020            |
| Кількість померлих              |                 |                 |                 |                 |                 |                 |                 |                 |                 |                 |                 |
| ------------------------------- | --------------- | --------------- | --------------- | --------------- | --------------- | --------------- | --------------- | --------------- | --------------- | --------------- | --------------- |
| Міська та сільська місцевості   | 36144           | 33688           | 33648           | 33523           | 34155           | 34555           | 33570           | 33361           | 33607           | 33091           | 34809           |
| міська місцевість               | 21685           | 20377           | 20130           | 20411           | 21039           | 21412           | 21129           | 21346           | 21402           | 21195           | 22642           |
| сільська місцевість             | 14459           | 13311           | 13518           | 13112           | 13116           | 13143           | 12441           | 12015           | 12205           | 11896           | 12167           |
| на 1000 осіб наявного населення |                 |                 |                 |                 |                 |                 |                 |                 |                 |                 |                 |
| Міська та сільська місцевості   | 15,1            | 14,1            | 14,1            | 14,0            | 14,3            | 14,4            | 14,1            | 14,0            | 14,1            | 13,9            | 14,7            |
| міська місцевість               | 13,6            | 12,8            | 12,6            | 12,7            | 13,1            | 13,4            | 13,2            | 13,4            | 13,4            | 13,3            | 14,2            |
| сільська місцевість             | 18,2            | 16,8            | 17,0            | 16,5            | 16,5            | 16,6            | 15,7            | 15,2            | 15,5            | 15,2            | 15,6            |

| Рік  | Обидві статі | жінки  | чоловіки |
| ---- | ------------ | ------ | -------- |
| 1989 | 31 458       | 15 241 | 16 217   |
| 1990 | 32 583       | 15 849 | 16 734   |
| 1991 | 35 339       | 17 361 | 17 978   |
| 1992 | 35 224       | 17 341 | 17 883   |
| 1993 | 36 730       | 17 820 | 18 910   |
| 1994 | 38 401       | 18 969 | 19 432   |
| 1995 | 40 792       | 20 752 | 20 040   |
| 1996 | 39 499       | 20 073 | 19 426   |
| 1997 | 37 345       | 18 801 | 18 544   |
| 1998 | 36 093       | 17 954 | 18 139   |
| 1999 | 35 995       | 18 168 | 17 827   |
| 2000 | 37 891       | 19 095 | 18 796   |
| 2001 | 37 664       | 19 216 | 18 448   |
| 2002 | 38 917       | 19 852 | 19 065   |
| 2003 | 39 407       | 20 244 | 19 163   |
| 2004 | 38 864       | 20 027 | 18 837   |
| 2005 | 40 075       | 20 904 | 19 171   |
| 2006 | 39 183       | 20 052 | 19 131   |
| 2007 | 38 835       | 20 009 | 18 826   |
| 2008 | 37 951       | 19 487 | 18 464   |
| 2009 | 35 859       | 17 912 | 17 947   |
| 2010 | 36 144       | 17 998 | 18 146   |
| 2011 | 33 688       | 16 646 | 17 042   |
| 2012 | 33 648       | 16 788 | 16 860   |
| 2013 | 33 523       | 16 636 | 16 887   |
| 2014 | 34 155       | 16 922 | 17 233   |
| 2015 | 34 555       | 17 144 | 17 411   |
| 2016 | 33 570       | 16 580 | 16 990   |
| 2017 | 33 361       | 16 480 | 16 881   |
| 2018 | 33 607       | 16 782 | 16 825   |
| 2019 | 33 091       | 16 732 | 16 359   |
| 2020 | 34 809       | 17 374 | 17 435   |

| Рік                 | Середня чисельність наявного населення, осіб | Всього померлих осіб | Коефіцієнт смертності | Коефіцієнт смертності    | Коефіцієнт смертності          | За окремими причинами:               | За окремими причинами:               | За окремими причинами:               | За окремими причинами:               | За окремими причинами:  | За окремими причинами:  | За окремими причинами:  | За окремими причинами:         | За окремими причинами:            | За окремими причинами:            | За окремими причинами:            | За окремими причинами:            | За окремими причинами:              | За окремими причинами:              | За окремими причинами:              | За окремими причинами:              | За окремими причинами:            | За окремими причинами:            | За окремими причинами:            | За окремими причинами:            | За окремими причинами:                            | За окремими причинами:                            | За окремими причинами:                            | За окремими причинами:                            | За окремими причинами:          | За окремими причинами:          | За окремими причинами:          |
| Рік                 | Середня чисельність наявного населення, осіб | Всього померлих осіб | Показник              | Різниця до минулого року | Різниця з середнім за 10 років | хвороби системи кровообігу (І00-І99) | хвороби системи кровообігу (І00-І99) | хвороби системи кровообігу (І00-І99) | хвороби системи кровообігу (І00-І99) | новоутворення (С00-D48) | новоутворення (С00-D48) | новоутворення (С00-D48) | новоутворення (С00-D48)        | зовнішні причини смерті (V01-Y98) | зовнішні причини смерті (V01-Y98) | зовнішні причини смерті (V01-Y98) | зовнішні причини смерті (V01-Y98) | хвороби органів травлення (K00-K93) | хвороби органів травлення (K00-K93) | хвороби органів травлення (K00-K93) | хвороби органів травлення (K00-K93) | хвороби органів дихання (J00-J99) | хвороби органів дихання (J00-J99) | хвороби органів дихання (J00-J99) | хвороби органів дихання (J00-J99) | деякі інфекційні та паразитарні хвороби (A00-B99) | деякі інфекційні та паразитарні хвороби (A00-B99) | деякі інфекційні та паразитарні хвороби (A00-B99) | деякі інфекційні та паразитарні хвороби (A00-B99) | COVID-19, вірус ідентифікований | COVID-19, вірус ідентифікований | COVID-19, вірус ідентифікований |
| Рік                 | Середня чисельність наявного населення, осіб | Всього померлих осіб | Показник              | Різниця до минулого року | Різниця з середнім за 10 років | осіб                                 | у % від к-сті смертей                | на 100 тис. осіб живих               | Різниця з середнім за 10 років       | осіб                    | у % від к-сті смертей   | на 100 тис. осіб живих  | Різниця з середнім за 10 років | осіб                              | у % від к-сті смертей             | на 100 тис. осіб живих            | Різниця з середнім за 10 років    | осіб                                | у % від к-сті смертей               | на 100 тис. осіб живих              | Різниця з середнім за 10 років      | осіб                              | у % від к-сті смертей             | на 100 тис. осіб живих            | Різниця з середнім за 10 років    | осіб                                              | у % від к-сті смертей                             | на 100 тис. осіб живих                            | Різниця з середнім за 10 років                    | осіб                            | у % від к-сті смертей           | на 100 тис. осіб живих          |
| ------------------- | -------------------------------------------- | -------------------- | --------------------- | ------------------------ | ------------------------------ | ------------------------------------ | ------------------------------------ | ------------------------------------ | ------------------------------------ | ----------------------- | ----------------------- | ----------------------- | ------------------------------ | --------------------------------- | --------------------------------- | --------------------------------- | --------------------------------- | ----------------------------------- | ----------------------------------- | ----------------------------------- | ----------------------------------- | --------------------------------- | --------------------------------- | --------------------------------- | --------------------------------- | ------------------------------------------------- | ------------------------------------------------- | ------------------------------------------------- | ------------------------------------------------- | ------------------------------- | ------------------------------- | ------------------------------- |
| 2011                | 2388500                                      | 33688                | 14,10                 |                          | -0,05                          | 21397                                | 63,52                                | 8,96                                 | -0,20                                | 4624                    | 13,73                   | 1,94                    | -0,07                          | 2487                              | 7,38                              | 1,04                              | 0,12                              | 1674                                | 4,97                                | 0,70                                | 0,03                                | 732                               | 2,17                              | 0,31                              | -0,03                             | 1395                                              | 4,14                                              | 0,58                                              | 0,14                                              | 0                               | 0,00                            | 0,00                            |
| 2012                | 2391700                                      | 33648                | 14,07                 | -0,04                    | -0,09                          | 21407                                | 63,62                                | 8,95                                 | -0,21                                | 4745                    | 14,10                   | 1,98                    | -0,02                          | 2312                              | 6,87                              | 0,97                              | 0,05                              | 1768                                | 5,25                                | 0,74                                | 0,07                                | 820                               | 2,44                              | 0,34                              | 0,00                              | 1208                                              | 3,59                                              | 0,51                                              | 0,06                                              | 0                               | 0,00                            | 0,00                            |
| 2013                | 2395800                                      | 33523                | 13,99                 | -0,08                    | -0,17                          | 21549                                | 64,28                                | 8,99                                 | -0,17                                | 4723                    | 14,09                   | 1,97                    | -0,03                          | 2260                              | 6,74                              | 0,94                              | 0,02                              | 1642                                | 4,90                                | 0,69                                | 0,01                                | 867                               | 2,59                              | 0,36                              | 0,02                              | 1096                                              | 3,27                                              | 0,46                                              | 0,02                                              | 0                               | 0,00                            | 0,00                            |
| 2014                | 2396500                                      | 34155                | 14,25                 | 0,26                     | 0,09                           | 22348                                | 65,43                                | 9,33                                 | 0,16                                 | 4593                    | 13,45                   | 1,92                    | -0,09                          | 2404                              | 7,04                              | 1,00                              | 0,08                              | 1612                                | 4,72                                | 0,67                                | 0,00                                | 827                               | 2,42                              | 0,35                              | 0,01                              | 1007                                              | 2,95                                              | 0,42                                              | -0,02                                             | 0                               | 0,00                            | 0,00                            |
| 2015                | 2393400                                      | 34555                | 14,44                 | 0,19                     | 0,28                           | 22916                                | 66,32                                | 9,57                                 | 0,41                                 | 4714                    | 13,64                   | 1,97                    | -0,03                          | 2234                              | 6,47                              | 0,93                              | 0,01                              | 1573                                | 4,55                                | 0,66                                | -0,01                               | 827                               | 2,39                              | 0,35                              | 0,01                              | 1074                                              | 3,11                                              | 0,45                                              | 0,01                                              | 0                               | 0,00                            | 0,00                            |
| 2016                | 2388402                                      | 33570                | 14,06                 | -0,38                    | -0,10                          | 22180                                | 66,07                                | 9,29                                 | 0,13                                 | 4859                    | 14,47                   | 2,03                    | 0,03                           | 2118                              | 6,31                              | 0,89                              | -0,03                             | 1443                                | 4,30                                | 0,60                                | -0,07                               | 803                               | 2,39                              | 0,34                              | 0,00                              | 976                                               | 2,91                                              | 0,41                                              | -0,03                                             | 0                               | 0,00                            | 0,00                            |
| 2017                | 2384796                                      | 33361                | 13,99                 | -0,07                    | -0,17                          | 21791                                | 65,32                                | 9,14                                 | -0,02                                | 4876                    | 14,62                   | 2,04                    | 0,04                           | 2072                              | 6,21                              | 0,87                              | -0,05                             | 1464                                | 4,39                                | 0,61                                | -0,06                               | 732                               | 2,19                              | 0,31                              | -0,03                             | 992                                               | 2,97                                              | 0,42                                              | -0,02                                             | 0                               | 0,00                            | 0,00                            |
| 2018                | 2381691                                      | 33607                | 14,11                 | 0,12                     | -0,05                          | 21825                                | 64,94                                | 9,16                                 | 0,00                                 | 4763                    | 14,17                   | 2,00                    | 0,00                           | 2152                              | 6,40                              | 0,90                              | -0,02                             | 1695                                | 5,04                                | 0,71                                | 0,04                                | 768                               | 2,29                              | 0,32                              | -0,02                             | 1020                                              | 3,04                                              | 0,43                                              | -0,01                                             | 0                               | 0,00                            | 0,00                            |
| 2019                | 2378769                                      | 33091                | 13,91                 | -0,20                    | -0,25                          | 21255                                | 64,23                                | 8,94                                 | -0,23                                | 4990                    | 15,08                   | 2,10                    | 0,09                           | 2082                              | 6,29                              | 0,88                              | -0,05                             | 1602                                | 4,84                                | 0,67                                | 0,00                                | 731                               | 2,21                              | 0,31                              | -0,03                             | 958                                               | 2,90                                              | 0,40                                              | -0,04                                             | 0                               | 0,00                            | 0,00                            |
| 2020                | 2372669                                      | 34809                | 14,67                 | 0,76                     | 0,51                           | 22010                                | 63,23                                | 9,28                                 | 0,12                                 | 4942                    | 14,20                   | 2,08                    | 0,08                           | 1875                              | 5,39                              | 0,79                              | -0,13                             | 1559                                | 4,48                                | 0,66                                | -0,01                               | 975                               | 2,80                              | 0,41                              | 0,07                              | 789                                               | 2,27                                              | 0,33                                              | -0,11                                             | 1331                            | 3,82                            | 0,56                            |
| Середнє за 10 років | 2387223                                      | 33801                | 14,16                 | 14,16                    | 14,16                          | 21868                                | 64,70                                | 9,16                                 | 9,16                                 | 4783                    | 14,15                   | 2,00                    | 2,00                           | 2200                              | 6,51                              | 0,92                              | 0,92                              | 1603                                | 4,74                                | 0,67                                | 0,67                                | 808                               | 2,39                              | 0,34                              | 0,34                              | 1052                                              | 3,11                                              | 0,44                                              | 0,44                                              |                                 |                                 |                                 |

## Розподіл населення за віковими групами
| Вік               | Стать        | Місцевість         | Одеська область | Одеська область | Одеська область | Одеська область | Одеська область | Одеська область | Одеська область | Одеська область | Одеська область | Одеська область |
| Вік               | Стать        | Місцевість         | 2011            | 2012            | 2013            | 2014            | 2015            | 2016            | 2017            | 2018            | 2019            | 2020            |
| ----------------- | ------------ | ------------------ | --------------- | --------------- | --------------- | --------------- | --------------- | --------------- | --------------- | --------------- | --------------- | --------------- |
| 0-14 років        | Обидві статі | Міська та сільська | 355285          | 360429          | 368473          | 376075          | 385314          | 392589          | 398817          | 402728          | 403993          | 402046          |
| 0-14 років        | Обидві статі | міська             | 209960          | 213929          | 219727          | 225224          | 231371          | 236917          | 241759          | 245197          | 246958          | 246677          |
| 0-14 років        | Обидві статі | сільська           | 145325          | 146500          | 148746          | 150851          | 153943          | 155672          | 157058          | 157531          | 157035          | 155369          |
| 0-14 років        | чоловіки     | Міська та сільська | 181941          | 184685          | 188937          | 193272          | 198264          | 202290          | 205605          | 207662          | 208567          | 207931          |
| 0-14 років        | чоловіки     | міська             | 107633          | 109726          | 112785          | 115792          | 119195          | 122046          | 124581          | 126304          | 127344          | 127510          |
| 0-14 років        | чоловіки     | сільська           | 74308           | 74959           | 76152           | 77480           | 79069           | 80244           | 81024           | 81358           | 81223           | 80421           |
| 0-14 років        | жінки        | Міська та сільська | 173344          | 175744          | 179536          | 182803          | 187050          | 190299          | 193212          | 195066          | 195426          | 194115          |
| 0-14 років        | жінки        | міська             | 102327          | 104203          | 106942          | 109432          | 112176          | 114871          | 117178          | 118893          | 119614          | 119167          |
| 0-14 років        | жінки        | сільська           | 71017           | 71541           | 72594           | 73371           | 74874           | 75428           | 76034           | 76173           | 75812           | 74948           |
| 15-64 роки        | Обидві статі | Міська та сільська | 1686372         | 1680911         | 1680117         | 1669945         | 1652884         | 1632147         | 1616345         | 1604046         | 1595555         | 1588002         |
| 15-64 роки        | Обидві статі | міська             | 1144495         | 1137633         | 1135816         | 1126647         | 1113080         | 1095079         | 1083317         | 1075135         | 1070460         | 1067379         |
| 15-64 роки        | Обидві статі | сільська           | 541877          | 543278          | 544301          | 543298          | 539804          | 537068          | 533028          | 528911          | 525095          | 520623          |
| 15-64 роки        | чоловіки     | Міська та сільська | 813950          | 811521          | 812411          | 808370          | 801212          | 791900          | 785077          | 780519          | 777331          | 775313          |
| 15-64 роки        | чоловіки     | міська             | 547261          | 544065          | 544386          | 541000          | 535529          | 527569          | 522536          | 519753          | 518183          | 518050          |
| 15-64 роки        | чоловіки     | сільська           | 266689          | 267456          | 268025          | 267370          | 265683          | 264331          | 262541          | 260766          | 259148          | 257263          |
| 15-64 роки        | жінки        | Міська та сільська | 872422          | 869390          | 867706          | 861575          | 851672          | 840247          | 831268          | 823527          | 818224          | 812689          |
| 15-64 роки        | жінки        | міська             | 597234          | 593568          | 591430          | 585647          | 577551          | 567510          | 560781          | 555382          | 552277          | 549329          |
| 15-64 роки        | жінки        | сільська           | 275188          | 275822          | 276276          | 275928          | 274121          | 272737          | 270487          | 268145          | 265947          | 263360          |
| 65 років і старше | Обидві статі | Міська та сільська | 335953          | 335897          | 335510          | 339413          | 347184          | 354493          | 360294          | 365241          | 369700          | 376122          |
| 65 років і старше | Обидві статі | міська             | 222098          | 225155          | 228319          | 233660          | 240394          | 247089          | 252371          | 256312          | 259814          | 264745          |
| 65 років і старше | Обидві статі | сільська           | 113855          | 110742          | 107191          | 105753          | 106790          | 107404          | 107923          | 108929          | 109886          | 111377          |
| 65 років і старше | чоловіки     | Міська та сільська | 116997          | 116962          | 116702          | 118079          | 121126          | 123900          | 126007          | 127744          | 129403          | 131515          |
| 65 років і старше | чоловіки     | міська             | 78409           | 79531           | 80646           | 82512           | 84933           | 87368           | 89116           | 90265           | 91381           | 92759           |
| 65 років і старше | чоловіки     | сільська           | 38588           | 37431           | 36056           | 35567           | 36193           | 36532           | 36891           | 37479           | 38022           | 38756           |
| 65 років і старше | жінки        | Міська та сільська | 218956          | 218935          | 218808          | 221334          | 226058          | 230593          | 234287          | 237497          | 240297          | 244607          |
| 65 років і старше | жінки        | міська             | 143689          | 145624          | 147673          | 151148          | 155461          | 159721          | 163255          | 166047          | 168433          | 171986          |
| 65 років і старше | жінки        | сільська           | 75267           | 73311           | 71135           | 70186           | 70597           | 70872           | 71032           | 71450           | 71864           | 72621           |

| Регіон                        | Одеська область | Одеська область | Одеська область | Одеська область | Одеська область | Одеська область | Одеська область | Одеська область | Одеська область | Одеська область |
| Рік                           | 2011            | 2012            | 2013            | 2014            | 2015            | 2016            | 2017            | 2018            | 2019            | 2020            |
| Обидві статі                  | Обидві статі    | Обидві статі    | Обидві статі    | Обидві статі    | Обидві статі    | Обидві статі    | Обидві статі    | Обидві статі    | Обидві статі    | Обидві статі    |
| ----------------------------- | --------------- | --------------- | --------------- | --------------- | --------------- | --------------- | --------------- | --------------- | --------------- | --------------- |
| Міська та сільська місцевості | 39,4            | 39,5            | 39,5            | 39,6            | 39,6            | 39,7            | 39,9            | 40,0            | 40,2            | 40,4            |
| міська місцевість             | 40,0            | 40,1            | 40,2            | 40,3            | 40,5            | 40,6            | 40,8            | 41,0            | 41,1            | 41,3            |
| сільська місцевість           | 38,2            | 38,1            | 38,1            | 38,0            | 38,0            | 38,0            | 38,1            | 38,2            | 38,3            | 38,5            |
| чоловіки                      |                 |                 |                 |                 |                 |                 |                 |                 |                 |                 |
| Міська та сільська місцевості | 36,8            | 36,9            | 36,9            | 37,0            | 37,1            | 37,2            | 37,3            | 37,4            | 37,6            | 37,8            |
| міська місцевість             | 37,4            | 37,6            | 37,6            | 37,7            | 37,8            | 38,0            | 38,2            | 38,3            | 38,5            | 38,7            |
| сільська місцевість           | 35,7            | 35,7            | 35,6            | 35,6            | 35,6            | 35,6            | 35,6            | 35,7            | 35,9            | 36,1            |
| жінки                         |                 |                 |                 |                 |                 |                 |                 |                 |                 |                 |
| Міська та сільська місцевості | 41,6            | 41,7            | 41,7            | 41,8            | 41,9            | 42,0            | 42,2            | 42,3            | 42,5            | 42,7            |
| міська місцевість             | 42,2            | 42,3            | 42,4            | 42,6            | 42,7            | 42,9            | 43,1            | 43,3            | 43,4            | 43,6            |
| сільська місцевість           | 40,4            | 40,3            | 40,3            | 40,3            | 40,2            | 40,2            | 40,3            | 40,4            | 40,5            | 40,8            |

| Період, за який розраховані показники | обидві статі | чоловіки | жінки |
| ------------------------------------- | ------------ | -------- | ----- |
| 1995                                  | 65,22        | 59,97    | 70,68 |
| 1996                                  | 65,53        | 60,45    | 70,77 |
| 1997                                  | 66,63        | 61,6     | 71,71 |
| 1998                                  | 67,3         | 62,5     | 72,08 |
| 1999                                  | 67,18        | 62,18    | 72,23 |
| 2000                                  | 66,58        | 61,53    | 71,74 |
| 2001                                  | 66,38        | 61,19    | 71,74 |
| 2002                                  | 66,6         | 61,4     | 72,1  |
| 2003                                  | 66,4         | 61,17    | 71,83 |
| 2004                                  | 66,47        | 61,23    | 71,94 |
| 2005                                  | 66,27        | 61       | 71,79 |
| 2006                                  | 66,36        | 61,17    | 71,79 |
| 2007                                  | 66,66        | 61,56    | 71,96 |
| 2008                                  | 67           | 61,96    | 72,2  |
| 2009                                  | 68,05        | 63,26    | 72,86 |
| 2010                                  | 68,95        | 64,33    | 73,52 |
| 2011                                  | 69,78        | 65,3     | 74,13 |
| 2012                                  | 70,05        | 65,51    | 74,47 |
| 2013                                  | 70,37        | 65,93    | 74,67 |
| 2014                                  | 70,33        | 65,87    | 74,69 |
| 2015                                  | 70,36        | 65,94    | 74,69 |
| 2016                                  | 70,83        | 66,38    | 75,15 |
| 2017                                  | 71,09        | 66,59    | 75,5  |
| 2018                                  | 70,98        | 66,37    | 75,54 |
| 2019                                  | 71,35        | 66,53    | 76,15 |

## Кількість зареєстрованих шлюбів та розірвань шлюбів
| Регіон                          | Регіон       | Одеська область | Одеська область | Одеська область | Одеська область | Одеська область | Одеська область | Одеська область | Одеська область | Одеська область | Одеська область | Одеська область | Одеська область | Одеська область | Одеська область | Одеська область | Одеська область | Одеська область | Одеська область | Одеська область | Одеська область | Одеська область | Одеська область |
| Рік                             | Рік          | 1989            | 1990            | 1991            | 1992            | 1993            | 1994            | 1995            | 1996            | 1997            | 1998            | 1999            | 2000            | 2001            | 2002            | 2003            | 2004            | 2005            | 2006            | 2007            | 2008            | 2009            | 2010            |
| ------------------------------- | ------------ | --------------- | --------------- | --------------- | --------------- | --------------- | --------------- | --------------- | --------------- | --------------- | --------------- | --------------- | --------------- | --------------- | --------------- | --------------- | --------------- | --------------- | --------------- | --------------- | --------------- | --------------- | --------------- |
| Кількість зареєстрованих шлюбів | одиниць      | 26099           | 25467           | 25630           | 21580           | 22839           | 21191           | 22377           | 16123           | 17744           | 15736           | 17383           | 14653           | 15914           | 16497           | 18444           | 14430           | 16954           | 19241           | 23001           | 17770           | 17533           | 17095           |
| Кількість зареєстрованих шлюбів | на 1000 осіб | 6,6             | 9,7             | 9,7             | 8,2             | 8,7             | 8,1             | 8,6             | 6,3             | 6,9             | 6,2             | 6,9             | 5,9             | 6,4             | 6,7             | 7,6             | 6,0             | 7,0             | 8,0             | 9,6             | 7,4             | 7,3             | 7,2             |
| Кількість розірвань шлюбів      | одиниць      | 11898           | 12160           | 11880           | 12500           | 11802           | 11019           | 10691           | 10565           | 9669            | 8798            | 8506            | 9227            | 8919            | 8927            | 8578            | 8799            | 9284            | 9518            | 9597            | 8963            | 7695            | 6814            |
| Кількість розірвань шлюбів      | на 1000 осіб | 4,5             | 4,6             | 4,5             | 4,7             | 4,5             | 4,2             | 4,1             | 4,1             | 3,8             | 3,5             | 3,4             | 3,7             | 3,6             | 3,6             | 3,5             | 3,6             | 3,9             | 4,0             | 4,0             | 3,7             | 3,2             | 2,9             |
| Регіон                          | Регіон       | Одеська область | Одеська область | Одеська область | Одеська область | Одеська область | Одеська область | Одеська область | Одеська область | Одеська область | Одеська область | Одеська область | Одеська область | Одеська область | Одеська область | Одеська область | Одеська область | Одеська область | Одеська область | Одеська область | Одеська область | Одеська область | Одеська область |
| Рік                             | Рік          | 2011            | 2012            | 2013            | 2014            | 2015            | 2016            | 2017            | 2018            | 2019            | 2020            |                 |                 |                 |                 |                 |                 |                 |                 |                 |                 |                 |                 |
| Кількість зареєстрованих шлюбів | одиниць      | 19434           | 15012           | 16088           | 17681           | 19158           | 15386           | 17125           | 16260           | 16702           | 12303           |                 |                 |                 |                 |                 |                 |                 |                 |                 |                 |                 |                 |
| Кількість зареєстрованих шлюбів | на 1000 осіб | 8,1             | 6,3             | 6,7             | 7,4             | 8,0             | 6,4             | 7,2             | 6,8             | 7,0             | 5,2             |                 |                 |                 |                 |                 |                 |                 |                 |                 |                 |                 |                 |
| Кількість розірвань шлюбів      | одиниць      | 9469            | 8789            | 8815            | 7954            | 8319            | 8160            | 8059            | 8544            | 8692            | 8048            |                 |                 |                 |                 |                 |                 |                 |                 |                 |                 |                 |                 |
| Кількість розірвань шлюбів      | на 1000 осіб | 4,0             | 3,7             | 3,7             | 3,3             | 3,5             | 3,4             | 3,4             | 3,6             | 3,7             | 3,4             |                 |                 |                 |                 |                 |                 |                 |                 |                 |                 |                 |                 |

| Примітки: За даними органів державної реєстрації актів цивільного стану без урахування розірвань шлюбів, здійснених у судовому порядку. |

## Національний склад
Одещина — полінаціональний регіон, на території якого проживає близько 133 етносів.

### Українці

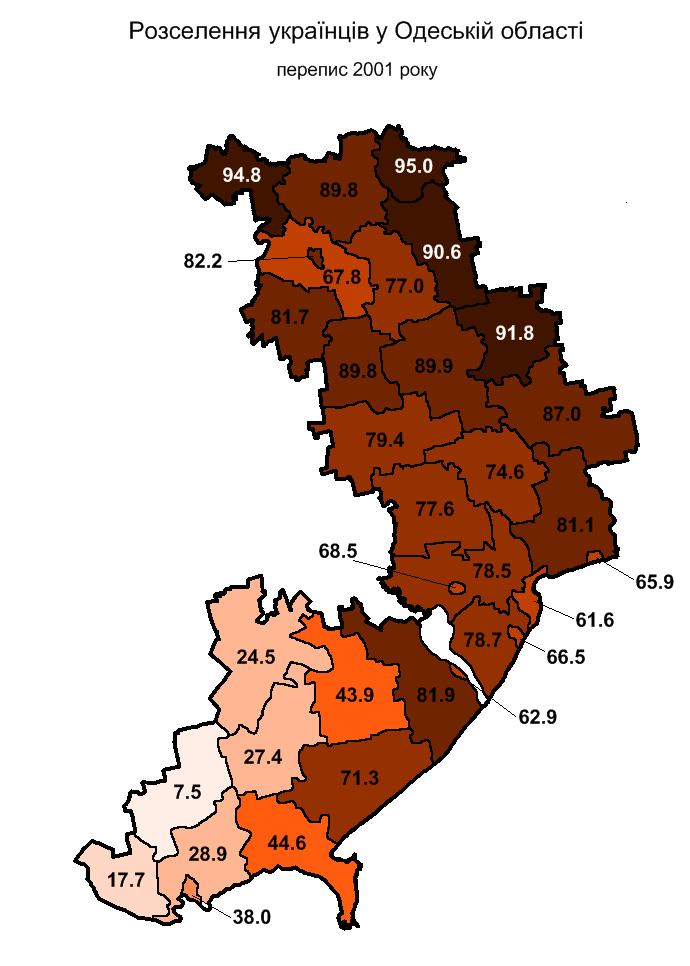
Українці в Одеській області за переписом 2001 р.

Найбільшу частину населення складають українці — 62,8% від усього населення області. Їх кількість у період між переписами 1989 і 2001 років зросла на 7,6%, а питома вага серед жителів області — на 8,2 відсоткового пункту.
Найбільшу частку українці складають у північній, північно-східній та північно-західній частині області — Савранському (95,0%), Кодимському (94,8%), Миколаївському (91,8%) та Любашівському (90,6%) районах області. Найбільше зростання кількості українців відбувалось у містах Южне (+93,9%), Теплодар (+24,0%), Одеса (+16,1%), Болградському (+23,9%) і Овідіопольському (+21,9%) районах області, а найбільше зменшення відбувалось у Ананьївському (-17,8%), Балтському (-12,2%), Кодимському (-9,1%), Савранському (-7,8%) та Миколаївському (-7,0%) районах.

### Росіяни

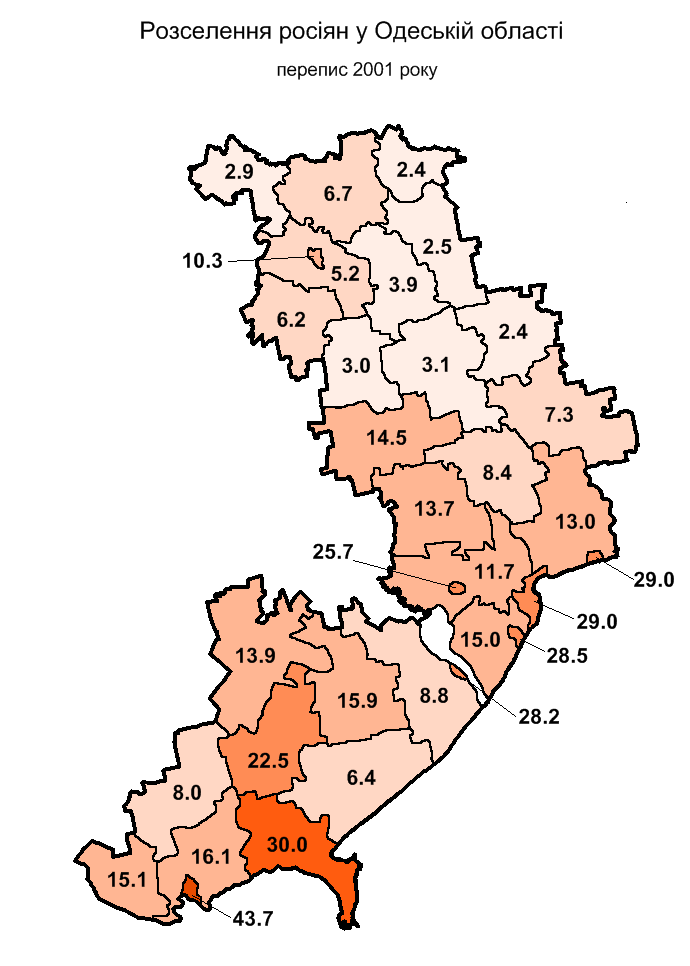
Росіяни в Одеській області за переписом 2001 р.

Другою за чисельністю національною меншиною є росіяни, які становлять 20,7% від усього населення області. Їх кількість у період між переписами 1989 і 2001 років зменшилась на 29,3%, а питома вага серед жителів області — на 6,7 відсоткового пункту.
Найбільшу частку росіяни складають у великих містах, таких як Ізмаїл (43,7%), Одеса (29,0%), Южне (29,0%) та Білгород-Дністровський (28,2%), а також на півдні області, зокрема у Кілійському районі (30,0%). Зростання кількості росіян відбувалось лише у місті Южне (+9,4%), а найбільше скорочення спостерігалось у Березівському (- 55,4%), Кодимському (- 47,4%), Любашівському (- 46,7%), Ананьївському (- 45,8%) районах та місті Подільськ (- 44,0%).

### Болгари

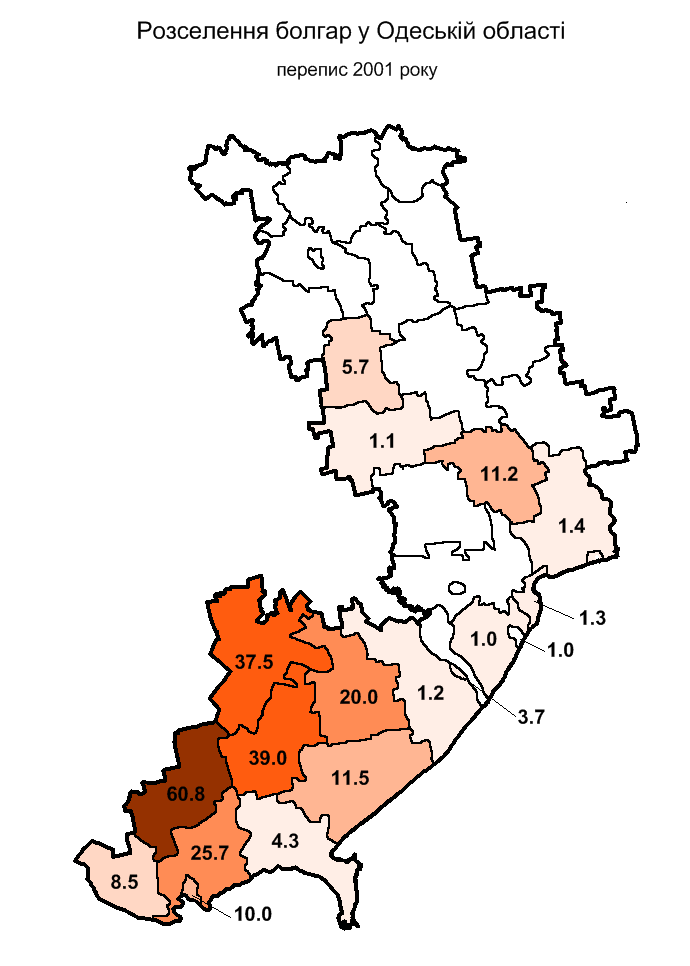
Болгари в Одеській області за переписом 2001 р.

На території області проживає одна з найбільших болгарських діаспор у світі — близько 150 тисяч осіб. Частка болгар серед усього населення області становить 6,1%. За період з 1989 по 2001 рік їх кількість зменшилась на 8,1%, а питома вага серед жителів області — на 0,2%.
Болгари, в основному, компактно зосереджені на півдні та південному заході області, зокрема у Болградському (60,8%), Арцизькому (39,0%), Тарутинському (37,5%), Ізмаїльському (25,7%) та Саратському (20%) районах. Зростання кількості болгар було відмічене тільки у місті Ізмаїл (+2,4%), натомість найбільше скорочення відбулось у Великомихайлівському (-40%), Березівському (-33,3%), Лиманському (-33,3%) та Іванівському (-25%) районах, у місті Одеса (-19,4%).

### Молдовани

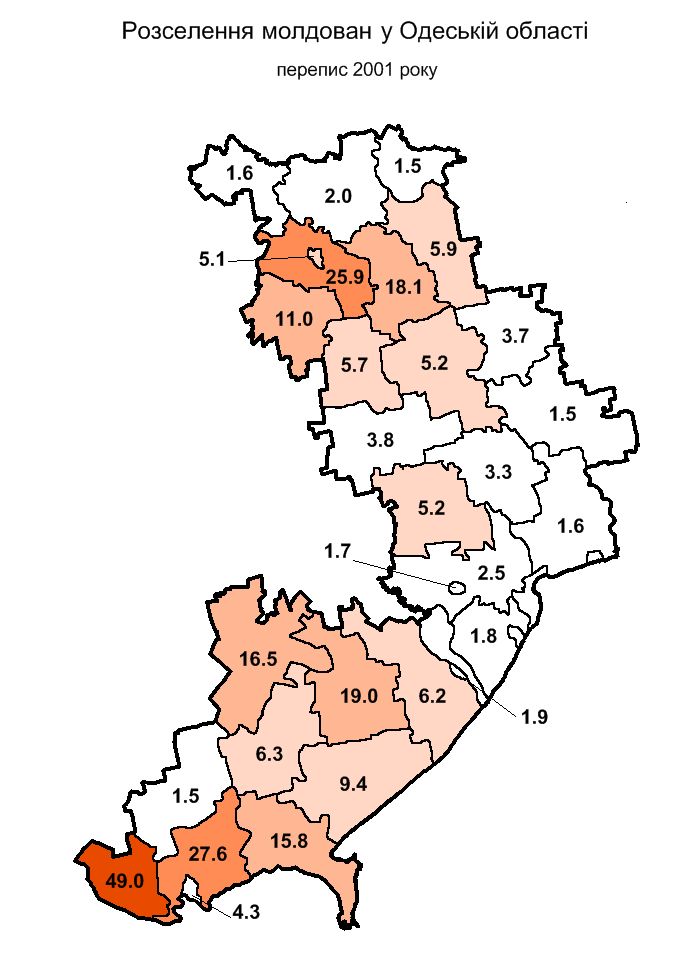
Молдовани в Одеській області за переписом 2001 р.

Четверта за кількістю етнічна меншина в області представлена молдованами, кількість яких сягає 124 тисячі осіб, що становить 5% від усього населення регіону. Їхня кількість зменшилась на 14,4%, а питома вага — на 0,5% з часу перепису 1989 року.
Молдовська діаспора переважно розміщена на півночі та на півдні області — у Ренійському (49,0%), Ізмаїльському (27,6%), Подільському (25,9%), Саратському (19,0%) та Ананьївському (18,1%) районах. Зростання кількості молдован спостерігалось лише у Саратському районі (+54,1%), а найбільше скорочення відбулось у місті Чорноморськ (-42,9%), Кодимському (-45,5%), Миколаївському (-41,7%), Любашівському (-39,4%) та Тарутинському (-31,2%) районах.

### Гагаузи

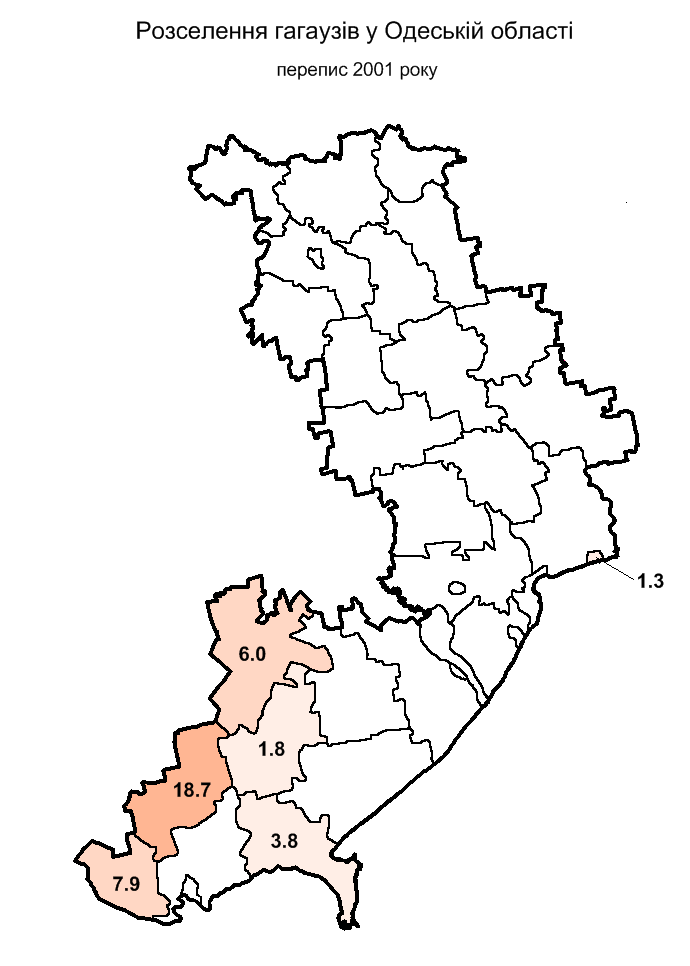
Гагаузи в Одеській області за переписом 2001 р.

Гагаузи — тюркомовний народ, який проживає на території Одещини, і становить 1,1% населення регіону. Кількість гагаузів у період між переписами 1989 і 2001 років зросла на 0,9%, а питома вага серед жителів області — на 0,1%.
Представники діаспори компактно проживають на півдні та південному заході області у Болградському (18,7%), Ренійському (7,9%), Тарутинському (6,0%), Кілійському (3,8%) та Арцизькому (1,8%) районах. Кількість гагаузів зростала у Іванівському (+100,0%), Овідіопольському (+100,0%), Болградському (+0,7%) районах та місті Ізмаїл (+14,3%), дещо скоротилась у Кілійському (-14,8%), Арцизькому (-10,0%), Тарутинському (-6,9%) та Ренійському (-5,9%) районах.

### Інші національності
| № | Національність | 1959 | 1970 | 1989 | 2001 |
| - | -------------- | ---- | ---- | ---- | ---- |
| 1 | Українці       | 55,5 | 55,0 | 54,6 | 62,8 |
| 2 | Росіяни        | 21,7 | 24,2 | 27,4 | 20,7 |
| 3 | Болгари        | 7,6  | 7,0  | 6,3  | 6,1  |
| 4 | Молдовани      | 6,2  | 5,7  | 5,5  | 5,0  |
| 5 | Гагаузи        | 1,1  | 1,0  | 1,0  | 1,1  |
| 6 | Євреї          | 6,0  | 4,9  | 2,6  | 0,6  |
| 7 | Білоруси       | 0,5  | 0,7  | 0,8  | 0,5  |

На території області також проживають значні громади євреїв, білорусів, вірмен, циган та поляків. Значно зросла кількість арабів (+1320%), вірмен (+42,9%), греків (+19,7%), грузин (+15,8%) та азербайджанців (+11,6%). Знизилась кількість євреїв (-80,6%), поляків (-40,5%), білорусів (-39,9%) та татар (-29,5%).
|                              | українці | росіяни | болгари | молдовани | гагаузи | євреї | білоруси | вірмени | цигани | поляки | німці | греки | албанці | чехи |
| ---------------------------- | -------- | ------- | ------- | --------- | ------- | ----- | -------- | ------- | ------ | ------ | ----- | ----- | ------- | ---- |
| Одеська область              | 62,8     | 20,7    | 6,1     | 5,0       | 1,1     | 0,6   | 0,5      | 0,3     | 0,2    | 0,1    | 0,1   | 0,1   | 0,1     | <0,1 |
| м. Одеса                     | 61,6     | 29,0    | 1,3     | 0,7       |         | 1,2   | 0,6      | 0,4     | 0,2    | 0,2    |       |       |         |      |
| м. Білгород-Дністровський    | 62,9     | 28,2    | 3,7     | 1,9       | 0,4     | 0,3   | 0,6      | 0,3     | 0,3    |        |       |       |         |      |
| м. Ізмаїл                    | 38,0     | 43,7    | 10,0    | 4,3       | 0,9     | 0,2   | 0,6      |         | 0,3    |        |       |       |         |      |
| м. Чорноморськ               | 66,5     | 28,5    | 1,0     | 0,8       |         |       | 1,1      | 0,2     |        | 0,2    |       |       |         |      |
| м. Подільськ                 | 82,2     | 10,3    | 0,2     | 5,1       |         |       | 0,5      |         | 0,5    |        |       |       |         |      |
| м. Теплодар                  | 68,5     | 25,7    |         | 1,7       |         |       |          |         |        |        |       |       |         |      |
| м. Южне                      | 65,9     | 29,0    |         | 0,8       | 1,3     |       | 1,1      | 0,3     |        |        |       |       |         |      |
| Ананьївський район           | 77,0     | 3,9     | 0,2     | 18,1      |         |       | 0,2      |         |        |        |       |       |         |      |
| Арцизький район              | 27,4     | 22,5    | 39,0    | 6,3       | 1,8     |       | 0,3      |         | 0,4    |        |       | 1,4   |         |      |
| Балтський район              | 89,8     | 6,7     |         | 2,0       |         | 0,2   | 0,2      |         |        |        |       |       |         |      |
| Білгород-Дністровський район | 81,9     | 8,8     | 1,2     | 6,2       | 0,3     |       | 0,4      |         | 0,5    |        |       |       |         |      |
| Біляївський район            | 78,5     | 11,7    | 0,7     | 2,5       |         |       | 0,6      | 0,3     | 0,3    |        |       |       |         |      |
| Березівський район           | 87,0     | 7,3     | 0,4     | 1,5       | 0,3     |       | 0,6      | 0,4     | 0,7    |        | 0,4   |       |         | 0,5  |
| Болградський район           | 7,5      | 8,0     | 60,8    | 1,5       | 18,7    |       |          |         |        |        |       |       | 2,1     |      |
| Великомихайлівський район    | 79,4     | 14,5    | 1,1     | 3,8       |         |       |          | 0,3     |        |        |       |       |         |      |
| Захарівський район           | 89,8     | 3,0     | 5,7     |           |         |       | 0,2      |         |        |        |       |       |         |      |
| Іванівський район            | 74,6     | 8,4     | 11,2    | 3,3       | 0,5     |       | 0,3      | 0,2     | 0,3    |        |       |       |         |      |
| Ізмаїльський район           | 28,9     | 16,1    | 25,7    | 27,6      | 0,4     |       | 0,2      |         | 0,3    |        |       |       |         |      |
| Кілійський район             | 44,6     | 30,0    | 4,3     | 15,8      | 3,8     |       | 0,3      |         | 0,3    |        |       |       |         |      |
| Кодимський район             | 94,8     | 2,9     |         | 1,6       |         |       | 0,2      |         |        |        |       |       |         |      |
| Лиманський район             | 81,1     | 13,0    | 1,4     | 1,6       | 0,2     |       | 0,7      | 0,3     | 0,3    | 0,2    | 0,2   | 0,3   |         |      |
| Любашівський район           | 90,6     | 2,5     |         | 5,9       |         |       | 0,3      |         | 0,2    |        |       |       |         |      |
| Миколаївський район          | 91,8     | 2,4     | 0,3     | 3,7       |         |       | 0,3      | 0,9     |        |        |       |       |         |      |
| Овідіопольський район        | 78,7     | 15,0    | 1,0     | 1,8       | 0,3     |       | 0,8      | 0,6     |        | 0,2    | 0,6   |       |         |      |
| Окнянський район             | 81,7     | 6,2     | 0,3     | 11,0      |         |       | 0,2      |         |        |        |       |       |         |      |
| Подільський район            | 67,8     | 5,2     | 0,2     | 25,9      |         |       |          | 0,2     |        |        |       |       |         |      |
| Роздільнянський район        | 77,6     | 13,7    | 0,9     | 5,2       | 0,2     |       | 0,7      | 0,3     |        |        | 0,4   |       |         |      |
| Ренійський район             | 17,7     | 15,1    | 8,5     | 49,0      | 7,9     |       | 0,4      |         |        |        |       |       |         |      |
| Савранський район            | 95,0     | 2,4     | 0,2     | 1,5       |         |       |          |         |        |        |       |       |         |      |
| Саратський район             | 43,9     | 15,9    | 20,0    | 19,0      | 0,3     |       |          |         |        |        |       |       |         |      |
| Тарутинський район           | 24,5     | 13,9    | 37,5    | 16,5      | 6,0     |       | 0,2      |         | 0,4    |        |       |       |         |      |
| Татарбунарський район        | 71,3     | 6,4     | 11,5    | 9,4       | 0,2     |       | 0,2      |         | 0,4    |        |       |       |         |      |
| Ширяївський район            | 89,9     | 3,1     | 0,4     | 5,2       |         |       |          | 0,3     | 0,3    |        |       |       |         |      |

| місто                  | населення | українці | росіяни | болгари | молдовани | гагаузи | інші |
| ---------------------- | --------- | -------- | ------- | ------- | --------- | ------- | ---- |
| Одеса                  | 1 010 298 | 61,6     | 28,9    | 1,3     | 0,7       | 0,1     | 7,4  |
| Ізмаїл                 | 85 098    | 38,2     | 43,7    | 10,1    | 4,3       | 0,9     | 2,8  |
| Чорноморськ            | 63 530    | 67,6     | 27,4    | 1,0     | 0,9       | 0,1     | 3,0  |
| Білгород-Дністровський | 57 550    | 62,7     | 27,7    | 3,7     | 2,8       | 0,4     | 2,7  |
| Подільськ              | 40 664    | 82,2     | 10,3    | 0,2     | 5,1       | 0,1     | 2,1  |
| Южне                   | 24 167    | 65,9     | 29,0    | 1,3     | 0,8       | 0,2     | 2,8  |
| Кілія                  | 22 884    | 55,4     | 28,4    | 3,6     | 9,7       | 0,9     | 2,0  |
| Рені                   | 20 761    | 32,2     | 26,9    | 4,9     | 29,5      | 3,5     | 3,0  |
| Балта                  | 19 772    | 82,7     | 13,5    | 0,2     | 1,7       |         | 1,9  |
| Роздільна              | 17 615    | 80,1     | 14,2    | 1,4     | 1,9       | 0,1     | 2,3  |
| Болград                | 17 082    | 22,6     | 22,5    | 45,5    | 2,5       | 3,3     | 3,6  |
| Арциз                  | 16 268    | 39,9     | 32,3    | 18,9    | 4,3       | 1,2     | 3,4  |
| Біляївка               | 14 248    | 84,0     | 10,9    | 0,7     | 1,7       | 0,1     | 2,6  |
| Татарбунари            | 10 740    | 81,5     | 6,6     | 5,5     | 3,8       | 0,5     | 2,1  |
| Кодима                 | 9 493     | 92,8     | 5,1     | 0,1     | 0,8       | 0,1     | 1,1  |
| Вилкове                | 9 426     | 26,5     | 70,0    | 0,9     | 1,3       | 0,3     | 1,0  |
| Ананьїв                | 9 355     | 87,6     | 7,3     | 0,3     | 3,6       | 0,1     | 1,1  |
| Березівка              | 9 347     | 91,3     | 4,6     | 0,3     | 0,5       |         | 3,3  |
| Теплодар               | 9 036     | 68,5     | 25,7    | 1,1     | 1,7       | 0,2     | 2,8  |
| Міста Одеської області | 1 467 334 | 61,3     | 28,1    | 2,7     | 1,8       | 0,3     | 5,8  |

## Мовний склад

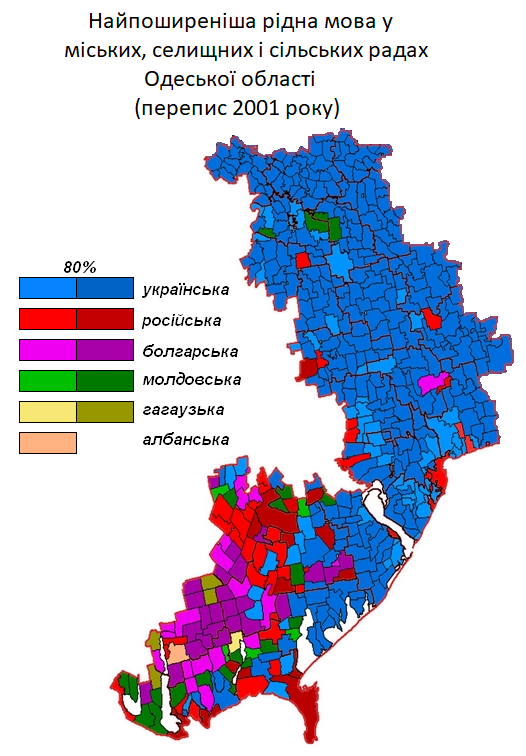
За даними перепису населення України 2001 року, українська мова була рідною для більш як 46 % населення Одеської області: вона була панівною в у дев'ятьох з дев'ятнадцяти міст регіону, абсолютній більшості селищних і сільських рад північної та центральної частин області, а також східної (прибережної) частини Буджаку. Російська мова була найпоширенішою в низці селищних і сільських рад, більшість з яких знаходиться у південній частині регіону, місті Одеса та ще дев'ятьох містах Одещини. Також в області (здебільшого у південній її частині) поширені болгарська, молдовська (румунська), гагаузька й албанська мови.

| Мова       | 1959 | 1970 | 1989 | 2001 |
| ---------- | ---- | ---- | ---- | ---- |
| українська | 45,5 | 46,7 | 41,2 | 46,3 |
| російська  | 36,0 | 39,7 | 47,1 | 42,0 |
| інша       | 18,5 | 13,6 | 11,7 | 10,5 |

| Назва                        | українська | російська | болгарська | молдовська | гагаузька |
| ---------------------------- | ---------- | --------- | ---------- | ---------- | --------- |
| Одеська область              | 46,3       | 42,0      | 4,9        | 3,8        | 0,9       |
| Одеса                        | 30,4       | 64,8      | 0,4        | 0,3        | 0,1       |
| Білгород-Дністровський       | 41,8       | 54,3      | 1,6        | 1,2        | 0,2       |
| Ізмаїл                       | 18,0       | 74,2      | 4,6        | 1,8        | 0,4       |
| Чорноморськ                  | 41,4       | 57,3      | 0,3        | 0,3        |           |
| Подільськ                    | 70,3       | 26,5      |            | 2,3        |           |
| Теплодар                     | 55,8       | 42,4      | 0,4        | 0,6        | 0,1       |
| Южне                         | 44,8       | 53,7      | 0,5        | 0,2        | 0,1       |
| Ананьївський район           | 78,2       | 5,3       | 0,1        | 16,1       |           |
| Арцизький район              | 18,2       | 42,8      | 34,0       | 3,1        | 0,8       |
| Балтський район              | 89,3       | 8,7       | 0,1        | 1,5        |           |
| Березівський район           | 88,0       | 9,0       | 0,2        | 1,0        | 0,2       |
| Білгород-Дністровський район | 80,8       | 13,0      | 0,6        | 5,0        | 0,2       |
| Біляївський район            | 80,3       | 16,9      | 0,2        | 1,3        | 0,1       |
| Болградський район           | 4,9        | 16,3      | 57,6       | 1,0        | 17,8      |
| Великомихайлівський район    | 80,4       | 15,4      | 0,6        | 3,0        | 0,1       |
| Іванівський район            | 72,6       | 17,6      | 6,5        | 2,2        | 0,3       |
| Ізмаїльський район           | 26,3       | 21,6      | 24,9       | 26,2       | 0,3       |
| Кілійський район             | 36,1       | 44,2      | 2,5        | 12,8       | 3,7       |
| Кодимський район             | 95,5       | 3,4       | 0,1        | 0,8        |           |
| Лиманський район             | 77,3       | 20,5      | 0,6        | 0,7        | 0,1       |
| Подільський район            | 69,0       | 7,7       | 0,1        | 22,8       |           |
| Окнянський район             | 86,1       | 6,6       | 0,1        | 6,9        | 0,1       |
| Любашівський район           | 93,1       | 2,7       |            | 3,7        |           |
| Миколаївський район          | 93,4       | 2,6       | 0,2        | 2,7        |           |
| Овідіопольський район        | 69,6       | 27,8      | 0,5        | 0,8        | 0,1       |
| Роздільнянський район        | 68,1       | 28,4      | 0,3        | 2,5        | 0,1       |
| Ренійський район             | 7,3        | 37,9      | 6,6        | 40,8       | 6,8       |
| Савранський район            | 96,0       | 2,4       | 0,1        | 1,1        |           |
| Саратський район             | 41,3       | 21,4      | 19,1       | 17,6       | 0,2       |
| Тарутинський район           | 18,8       | 32,9      | 31,7       | 12,7       | 3,3       |
| Татарбунарський район        | 72,4       | 7,7       | 10,7       | 8,5        | 0,1       |
| Захарівський район           | 92,1       | 3,2       | 0,1        | 4,1        |           |
| Ширяївський район            | 91,1       | 3,6       | 0,2        | 4,3        | 0,1       |

| Назва населеного пункту   | українська | російська | болгарська | молдовська | гагаузька | вірменська | білоруська | циганська |
| ------------------------- | ---------- | --------- | ---------- | ---------- | --------- | ---------- | ---------- | --------- |
| м. Ананьїв                | 87,9       | 9,4       | 0,1        | 2,1        | 0,1       | 0,2        | 0,1        |           |
| м. Арциз                  | 22,6       | 66,5      | 7,9        | 1,5        | 0,4       | 0,3        | 0,1        | 0,5       |
| м. Березівка              | 92,7       | 4,9       | 0,1        | 0,3        |           | 0,4        | 0,2        | 0,9       |
| м. Білгород-Дністровський | 42,1       | 54,5      | 1,7        | 0,7        | 0,2       | 0,1        | 0,1        | 0,2       |
| м. Біляївка               | 83,0       | 14,5      | 0,3        | 0,8        |           | 0,4        | 0,5        |           |
| м. Болград                | 13,9       | 48,7      | 32,7       | 1,1        | 2,0       | 0,3        | 0,2        | 0,2       |
| м. Вилкове                | 15,3       | 83,5      | 0,3        | 0,5        | 0,1       |            | 0,1        |           |
| м. Ізмаїл                 | 18,0       | 74,2      | 4,6        | 1,8        | 0,4       | 0,1        | 0,1        | 0,3       |
| м. Чорноморськ            | 38,2       | 60,6      | 0,3        | 0,2        |           | 0,1        | 0,2        |           |
| м. Кілія                  | 39,6       | 55,5      | 1,2        | 2,9        | 0,4       | 0,1        | 0,1        | 0,2       |
| м. Кодима                 | 93,0       | 6,3       | 0,1        | 0,3        | 0,1       | 0,1        | 0,1        |           |
| м. Одеса                  | 30,4       | 64,8      | 0,4        | 0,3        | 0,1       | 0,2        | 0,1        |           |
| м. Подільськ              | 70,3       | 26,5      |            | 2,3        |           | 0,1        | 0,1        | 0,3       |
| м. Рені                   | 12,5       | 70,5      | 1,4        | 13,3       | 1,5       | 0,1        | 0,1        |           |
| м. Роздільна              | 66,7       | 31,7      | 0,3        | 0,7        |           | 0,3        | 0,2        |           |
| м. Татарбунари            | 84,6       | 7,9       | 3,6        | 2,5        | 0,2       |            |            | 0,8       |
| м. Теплодар               | 55,8       | 42,4      | 0,4        | 0,6        | 0,1       | 0,1        | 0,2        |           |
| м. Южне                   | 44,8       | 53,7      | 0,5        | 0,2        | 0,1       | 0,2        | 0,2        |           |
| смт Авангард              | 37,3       | 61,1      | 0,5        | 0,3        |           | 0,5        |            |           |
| смт Березине              | 21,0       | 45,1      | 12,8       | 11,0       | 7,4       | 0,5        | 0,3        | 1,0       |
| смт Бородіно              | 20,9       | 51,0      | 13,9       | 11,6       | 1,4       |            | 0,3        |           |
| смт Велика Михайлівка     | 94,4       | 4,5       | 0,2        | 0,3        |           | 0,2        | 0,1        |           |
| смт Великодолинське       | 51,5       | 46,2      | 0,5        | 0,4        | 0,2       | 0,3        | 0,2        | 0,3       |
| смт Затишшя               | 95,6       | 3,6       | 0,1        | 0,5        |           |            | 0,1        |           |
| смт Затока                | 32,1       | 67,1      | 0,4        | 0,4        |           |            |            |           |
| смт Захарівка             | 92,4       | 5,4       | 0,1        | 1,3        | 0,1       | 0,2        | 0,1        |           |
| смт Зеленогірське         | 94,5       | 3,8       |            | 1,6        |           |            | 0,1        |           |
| смт Іванівка              | 88,3       | 9,0       | 1,9        | 0,2        | 0,1       | 0,2        | 0,1        |           |
| смт Доброслав             | 93,7       | 4,8       | 0,4        | 0,2        |           | 0,1        | 0,1        | 0,6       |
| смт Лиманське             | 31,6       | 66,5      | 0,5        | 0,9        |           |            | 0,2        |           |
| смт Любашівка             | 93,7       | 4,5       |            | 1,0        |           | 0,2        | 0,2        | 0,2       |
| смт Миколаївка            | 94,5       | 3,4       | 0,3        | 0,8        | 0,1       | 0,8        |            |           |
| смт Нові Білярі           | 71,9       | 26,5      | 0,2        | 0,7        |           |            | 0,5        |           |
| смт Овідіополь            | 83,2       | 14,6      | 0,7        | 0,4        |           | 0,8        | 0,1        |           |
| смт Окни                  | 93,1       | 5,3       | 0,2        | 1,2        | 0,1       | 0,1        |            |           |
| смт Олександрівка         | 59,1       | 39,1      | 0,2        | 0,7        | 0,1       |            | 0,4        |           |
| смт Петрівка              | 34,0       | 54,3      | 10,5       | 0,6        |           | 0,1        | 0,2        |           |
| смт Радісне               | 80,2       | 18,6      | 0,4        | 0,3        |           | 0,1        | 0,1        |           |
| смт Раухівка              | 64,9       | 31,7      | 0,1        | 1,1        |           | 0,6        | 0,8        |           |
| смт Сарата                | 43,8       | 50,3      | 3,1        | 2,1        |           | 0,4        | 0,1        |           |
| смт Сергіївка             | 42,1       | 48,8      | 1,0        | 7,2        | 0,3       | 0,2        | 0,2        |           |
| смт Серпневе              | 6,7        | 67,5      | 7,6        | 7,2        | 11,0      | 0,1        |            |           |
| смт Слобідка              | 92,8       | 5,2       |            | 1,8        |           |            | 0,1        |           |
| смт Суворове              | 7,9        | 15,5      | 71,0       | 3,6        | 0,5       |            | 0,3        | 1,0       |
| смт Таїрове               | 62,2       | 36,5      | 0,7        | 0,2        | 0,1       | 0,1        | 0,1        |           |
| смт Тарутине              | 14,3       | 54,1      | 26,8       | 3,0        | 1,5       |            | 0,1        |           |
| смт Хлібодарське          | 71,2       | 27,2      | 0,4        | 0,3        |           | 0,1        | 0,2        |           |
| смт Цебрикове             | 95,1       | 3,1       | 0,5        | 1,2        |           |            |            |           |
| смт Ширяєве               | 93,1       | 5,3       | 0,2        | 0,9        |           | 0,1        |            |           |

|           | Своєї національності | Українська | Російська | Інша |
| Українці  | 71,6%                |            | 28,3%     | 0,1% |
| Росіяни   | 97,0%                | 2,7%       |           | 0,2% |
| Болгари   | 77,8%                | 2,1%       | 19,6%     | 0,4% |
| Молдовани | 73,3%                | 7,7%       | 18,3%     | 0,7% |
| Гагаузи   | 77,8%                | 1,7%       | 18,4%     | 1,7% |
| Євреї     | 3,6%                 | 4,4%       | 91,6%     | 0,1% |
| Білоруси  | 20,1%                | 8,5%       | 70,8%     | 0,5% |

### Вільне володіння мовами
За даними Всеукраїнського перепису населення 2001 року, 78,98% мешканців Одеської області вказали вільне володіння українською мовою, а 81,47% — російською мовою. 92,60% мешканців Одеської області вказали вільне володіння мовою своєї національності.
|               | своєї національності | українська | російська |
| ------------- | -------------------- | ---------- | --------- |
| Українці      | 94,28%               |            | 74,70%    |
| Росіяни       | 98,85%               | 61,82%     |           |
| Болгари       | 85,64%               | 31,69%     | 88,98%    |
| Молдовани     | 82,15%               | 39,01%     | 79,74%    |
| Гагаузи       | 83,40%               | 21,47%     | 88,48%    |
| Євреї         | 9,26%                | 68,87%     | 97,53%    |
| Білоруси      | 31,71%               | 61,75%     | 91,94%    |
| Вірмени       | 62,59%               | 49,73%     | 88,02%    |
| Цигани        | 62,23%               | 48,53%     | 70,46%    |
| Поляки        | 21,53%               | 80,54%     | 89,84%    |
| Німці         | 28,88%               | 63,05%     | 92,21%    |
| Грузини       | 52,60%               | 48,04%     | 88,80%    |
| Азербайджанці | 64,39%               | 36,23%     | 84,30%    |
| Татари        | 36,59%               | 51,70%     | 91,40%    |
| Греки         | 28,28%               | 55,26%     | 93,95%    |
| Албанці       | 83,94%               | 24,33%     | 88,99%    |
| Араби         | 66,74%               | 32,58%     | 73,64%    |

### Опитування
За результатами соціологічного дослідження, проведеного фондом «Демократичні ініціативи імені Ілька Кучеріва» з 21 по 27 жовтня 2022 року, 57,8 % опитаних жителів Одеської області назвали українську мову рідною, 28,8 % — російську, 5,4 % — іншу мову, 7,9 % заявили, що їм важко сказати, яку мову вони вважають рідною, або відмовилися відповідати.
За результатами соціологічного дослідження, проведеного фондом «Демократичні ініціативи імені Ілька Кучеріва» з 10 по 21 липня 2023 року, частка респондентів, що послуговуються вдома українською мовою, зросла до 42 % (з 26 % у 2021-му), тоді як частка тих, що послуговуються вдома російською впала до 54 %. На запитання «Як Ви ставитеся до обов’язкового використання української мови у сфері обслуговування (магазини, кафе, перукарні, розважальні заклади)?» 59 % відповіли «Позитивно», 13 % — «Негативно», 17 % — «Мені байдуже», 12 % — «Важко відповісти». На запитання «Чи вважаєте Ви допустимим виконання у публічному просторі Вашого селища/міста пісень російською мовою, наприклад виконання вуличними музикантами, прослуховування таких пісень у кафе/ресторанах чи супермаркетах тощо?» 30 % відповіли «Ні», 37 % — «Так», 20 % — «Мені байдуже», 12 % — «Важко відповісти».

## Місце народження
За переписом 2001 року 87,6% населення Одеської області народилися на території України (УРСР), 12,4% населення на території інших держав (зокрема 7,2% — на території Росії, 2,4% — на території Молдови). 75,6% населення народилися на території Одеської області, 12,0% — у інших регіонах України.
| уродженців області | кількість | частка у населенні |
| ------------------ | --------- | ------------------ |
| Одеської           | 1856999   | 75,6               |
| Вінницької         | 43707     | 1,8                |
| Миколаївської      | 37128     | 1,5                |
| Кіровоградської    | 21940     | 0,9                |
| Хмельницької       | 18679     | 0,8                |
| Донецької          | 16289     | 0,7                |
| Житомирської       | 13308     | 0,5                |
| Львівської         | 11420     | 0,5                |
| Черкаської         | 11093     | 0,5                |
| Дніпропетровської  | 10370     | 0,4                |
| Херсонської        | 10000     | 0,4                |
| АР Крим            | 9736      | 0,4                |
| Луганської         | 9323      | 0,4                |
| Харківської        | 8293      | 0,3                |
| Запорізької        | 7926      | 0,3                |
| Івано-Франківської | 7713      | 0,3                |
| Київської          | 7496      | 0,3                |
| Полтавської        | 7474      | 0,3                |
| Чернігівської      | 6804      | 0,3                |
| Сумської           | 6515      | 0,3                |
| Чернівецької       | 5123      | 0,2                |
| Рівненської        | 4905      | 0,2                |
| Тернопільської     | 4796      | 0,2                |
| Волинської         | 4777      | 0,2                |
| м. Києва           | 4126      | 0,2                |
| Закарпатської      | 2922      | 0,1                |
| Севастополя        | 1380      | 0,1                |

## Зайнятість населення
| сфера діяльності                                                                 | кількість зайнятих | частка |
| -------------------------------------------------------------------------------- | ------------------ | ------ |
| Сільське господарство, мисливство та лісове господарство                         | 219 895            | 25,4%  |
| Транспорт і зв'язок                                                              | 103 623            | 12,0%  |
| Оптова та роздрібна торгівля; торгівля транспортними засобами; послуги з ремонту | 91 687             | 10,6%  |
| Обробна промисловість                                                            | 85 663             | 9,9%   |
| Освіта                                                                           | 71 697             | 8,3%   |
| Охорона здоров'я та соціальна допомога                                           | 58 590             | 6,8%   |
| Державне управління                                                              | 56 715             | 6,6%   |
| Колективні, громадські та особисті послуги                                       | 35 949             | 4,2%   |
| Неточно вказали або не вказали вид діяльності                                    | 35 717             | 4,1%   |
| Будівництво                                                                      | 26 403             | 3,0%   |
| Операції з нерухомістю, здавання під найм та послуги юридичним особам            | 23 989             | 2,8%   |
| Виробництво електроенергії, газу та води                                         | 17 464             | 2,0%   |
| Послуги домашньої прислуги                                                       | 14 095             | 1,6%   |
| Готелі та ресторани                                                              | 12 802             | 1,5%   |
| Фінансова діяльність                                                             | 7 192              | 0,8%   |
| Рибне господарство                                                               | 2 984              | 0,3%   |
| Добувна промисловість                                                            | 1 292              | 0,1%   |
| Всього зайнятих економічною діяльністю                                           | 865 757            | 100,0% |